# 마쓰이 히데키
마쓰이 히데키(일본어: 松井秀喜, 영어: Hideki Matsui, 1974년 6월 12일 ~ )는 일본의 전 프로 야구 선수이다.
포지션은 주로 외야수였으며 1990년대부터 2000년대를 대표하는 장거리 타자로서 활약을 했고 일본 프로 야구 시절에는 요미우리 자이언츠, 메이저 리그에서는 뉴욕 양키스, 로스앤젤레스 에인절스 오브 애너하임, 오클랜드 애슬레틱스, 탬파베이 레이스 등에서 활약했다. 애칭은 고질라(ゴジラ).

## 인물

### 어린 시절
이시카와현 노미군에서 종교 법인 교회의 주교인 아버지 마쓰이 마사오와 어머니 마쓰이 사에코의 차남으로 태어나 태어났을 당시의 체중은 3,960그램이었다. 아버지의 영향으로 한신 타이거스의 팬이 된 히데키는 6살 때 처음으로 한신 고시엔 구장에서 경기를 관전해 가케후 마사유키의 사인볼을 손에 넣었고, 가케후를 동경하는 선수가 된다. 체격이 한층 더 컸기 때문에 초등학교 1학년 시절에 3학년 이상으로 구성되는 연식 야구 팀에 아버지는 히데키를 특별히 입단시켜 주었지만 아직은 너무 어려서 감독의 지시 등을 이해하지 못해 야구를 일단 그만둔 경험이 있다. 4학년 때 아버지로부터 재입단을 권유 받았지만, 유년기의 충격은 컸기 때문에 이를 거부하기도 하였다. 그러나 초등학교 5학년 때인 여름 방학에 다시 연식 야구 팀에 들어가면서 본격적으로 야구를 시작했다.
초등학교 시절에는 마을의 소년 유도 교실에 활동하는 것 외에도 스모 선수로서도 활동하는 등 스모 대회에서 우승한 경험도 있다. 초등학교 5학년 때에는 유도 대회의 이시카와현 대회에서 3위로 올라가기도 했다. 당시의 마쓰이는 주위의 아이들에 비하면 한층 더 몸이 크고, 튀고 싶어하는 성격이었다.
3살과 4살 때부터 피아노를 배우기 시작하여 초등학교 4학년인 형과 ‘마이 웨이’를 연주할 정도의 솜씨를 갖고 있으면서 모차르트의 음악을 들은 적도 있었기 때문에 ‘네아가리의 모차르트’(根上のモーツァルト)라고 칭해지기도 했다. 현재도 클래식 음악을 기꺼이 듣고는 있지만 요미우리 입단 후에는 피아노를 연주할 기회가 없어지면서 지금은 더 이상 피아노를 연주할 수도 없게 되었다.

### 중학교 시절

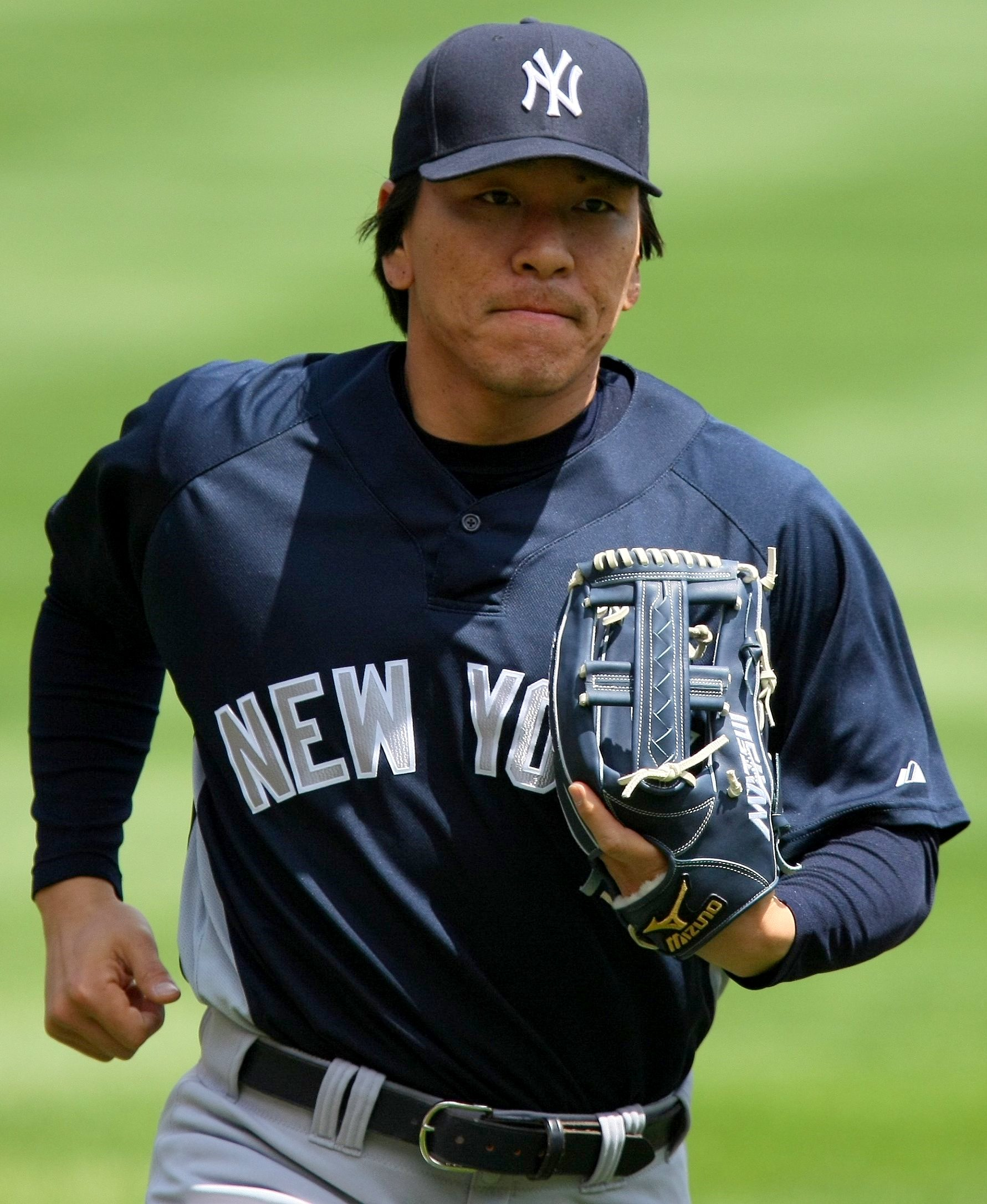
뉴욕 양키스 시절의 마쓰이 히데키(2009년)

당시 야구나 유도 중에서 어떤 것을 해야할지 고민을 했지만, 진학한 네아가리 중학교에 유도부가 없었기 때문에 야구에 전념하게 되었다. 중학교 시절 감독 아래에서 포수로 활약했고 2학년 때에는 투수로 전향했다. 타자로 활약할 당시 통산 타율은 6할대를 넘을 정도의 3경기 연속 홈런도 날렸던 적이 있었다. 3학년이 된 후 비거리는 130m에도 달하기도 했다. 연습 경기에서 고의사구의 기미가 보이는 볼넷을 받았을 때 배트를 내동댕이 쳐 상대 투수를 째려볼 정도로 말하는 등 불만이 가득할 정도의 행동을 취했다. 이것을 본 코치가 격앙된 표정을 지으면서 경기 중인데도 불구하고 마쓰이를 불러내 얼굴을 몇 번이나 때리기도 했다. 중학교 3학년 때 마쓰이의 체중은 90kg을 가볍게 넘고 있어 비만일 정도의 체형이었다. 세이료 고등학교의 야마시타 도모시게 감독은 세이료 고교의 입학 시험을 눈앞에 둔 마쓰이에 대해 “우리 야구부에 들어온다면 체중을 80kg까지 줄여서 오라”라고 말해 입학 당시의 언급한 대로 10kg이상의 감량을 해 왔다고 말하기도 했다.

### 고등학교 시절

#### 1990년
세이료 고등학교에 입학하면서 애초에는 집에서 가까운 공립 학교인 고마쓰메이호 고등학교에 진학하겠다는 생각을 했지만 이미 마쓰이의 실력을 높게 평가하고 있었던 세이료 고등학교의 야마시타 도모시게 감독으로부터의 열렬한 권유와 중학교 야구부의 감독이나 코치로부터 추천받을 수 있어 세이료 고교에 진학하기로 결정했다. 또 당시는 고등학교 졸업 후 직접 프로에 입문하는 것이 아닌 게이오기주쿠 대학에 진학을 희망하고 있었다.
투수로서 입단했지만 정작 본인은 “투수는 별로 좋아하지 않았다”라고 말해 곧바로 야수(1루수)로 전향했다. 그 후, 3루수로 다시 전향하면서 세이료 고등학교의 입학식이 열리기 전부터 야구부의 연습에 참가해 타 학교와의 연습 경기에서는 ‘4번·3루수’로 출전했다. 1학년 때는 4번 타자를 맡아(5번 타자는 당시 3학년이었던 무라마쓰 아리히토였음) 여름의 고시엔 대회에서 3타수 무안타라는 저조한 기록을 세우면서 팀은 첫 경기에서 패배했다. 덧붙여서 이 대회에는 나카무라 노리히로나 이치로(스즈키 이치로)도 출전했지만 모두 첫 경기에서 패배했다. 가을 대회에서는 상대팀인 마쓰쇼가쿠엔 고등학교한테 패하면서 선발 출전을 놓치기도 했다. 연습 경기에서 아이치 공업대학 메이덴 고등학교와 경기를 했는데 당시 2학년이었던 이치로와 처음으로 만나 1루 베이스 위에서 말을 주고 받기도 했다.

#### 1991년
고교 2학년 시절 여름에 열린 고시엔 대회에서는 강한 타격 뿐만 아니라 빠른 주루 플레이에서도 화제에 오르기도 했지만 첫 경기인(2차전) 누마즈 시립 고등학교와의 경기에서는 마쓰이의 결정적인 주루 플레이로 누마즈 시립 고등학교를 휘젓는 등 접전 끝에 승리했다. 3차전의 이바라키 현립 류가사키 제1 고등학교와의 경기에서는 오른쪽 스탠드에 고시엔 대회 출전 이후 처음으로 홈런을 기록, 준준결승에서는 마쓰쇼가쿠엔에 승리하기도 했다. 여름 방학에는 야구부 내에서 체력 측정을 실시했을 때 배근력 250kg, 바벨 인상 150kg를 기록하여 관계자로부터 “기요하라 가즈히로 이래의 수치”라고 말했다. 물론 야구부 내에서는 압도적이었다. 새로운 팀에서는 야마시타 감독에게 주장으로 지명되면서 세이료 고등학교에서의 주장 선출은 매년 부원에 의한 투표에 의해서 선택하고 있었지만 야마시타 감독이 마쓰이의 통솔력이나 영향력을 높게 평가하고 있었기 때문에 특례로서 임명했던 것이라고 하였다. 가을에 있은 메이지 진구 대회에서 승리하는 등 다음 단계로 가면서 우승을 제패하였다.

#### 1992년
고교 3학년 때인 봄 대회에서는 한신 고시엔 구장의 럭키 존이 철거되어 홈런이 감소했음에도 불구하고 마쓰이는 개막 경기의 첫 경기인 이와테 현립 미야코 고등학교와의 경기에서 2타석 연속 홈런, 1경기 7타점, 2경기 연속 홈런을 연거푸 기록하는 등 당시의 대회 기록을 수립했다. 2차전인 호리코시 고등학교와의 대결에서 상대 투수가 던진 어려운 커브를 홈런으로 때려내면서 나가시마 시게오가 지켜 보고 있던 것을 계기로 요미우리 자이언츠에 들어갔다라고 하는 이야기는 유명하다. 그러나 준준결승인 덴리 고등학교와의 경기에서는 홈런이 좀처럼 나오지 않았을 뿐만 아니라 스스로의 실책성 플레이도 있어 팀은 패배했다. 이 해에 전국적으로 유명세를 탄 마쓰이는 세이료 고등학교의 전교생들로부터 거의 다 싸인 공세를 받을 정도였다. 일부 학생들의 싸인해달라는 요구에 대해 마쓰이는 거부할 것도 없으면서 모두 응하고 있었지만 그것을 본 교원들이 걱정을 하면서 “마쓰이의 싸인은 1명당 5장까지”라고 말해 학생 및 학교 관계자들에게 통지했다고 한다.
고시엔 여름 대회에서의 2차전에서는 메이토쿠기주쿠 고등학교와의 경기에서 패배, 이 경기에서 마쓰이가 기록한 ‘5타석 연속 고의 사구’는 고교 야구 연맹이 급거 기자 회견을 여는 등 문제가 일파만파로 번지기도 했다. 메이토쿠기주쿠의 마부치 시로 감독은 경기 종료 후 “(세이료의 연습을 보면서)고교생 중에 한 명만 프로의 선수가 섞이고 있었다” 라고 말했다.

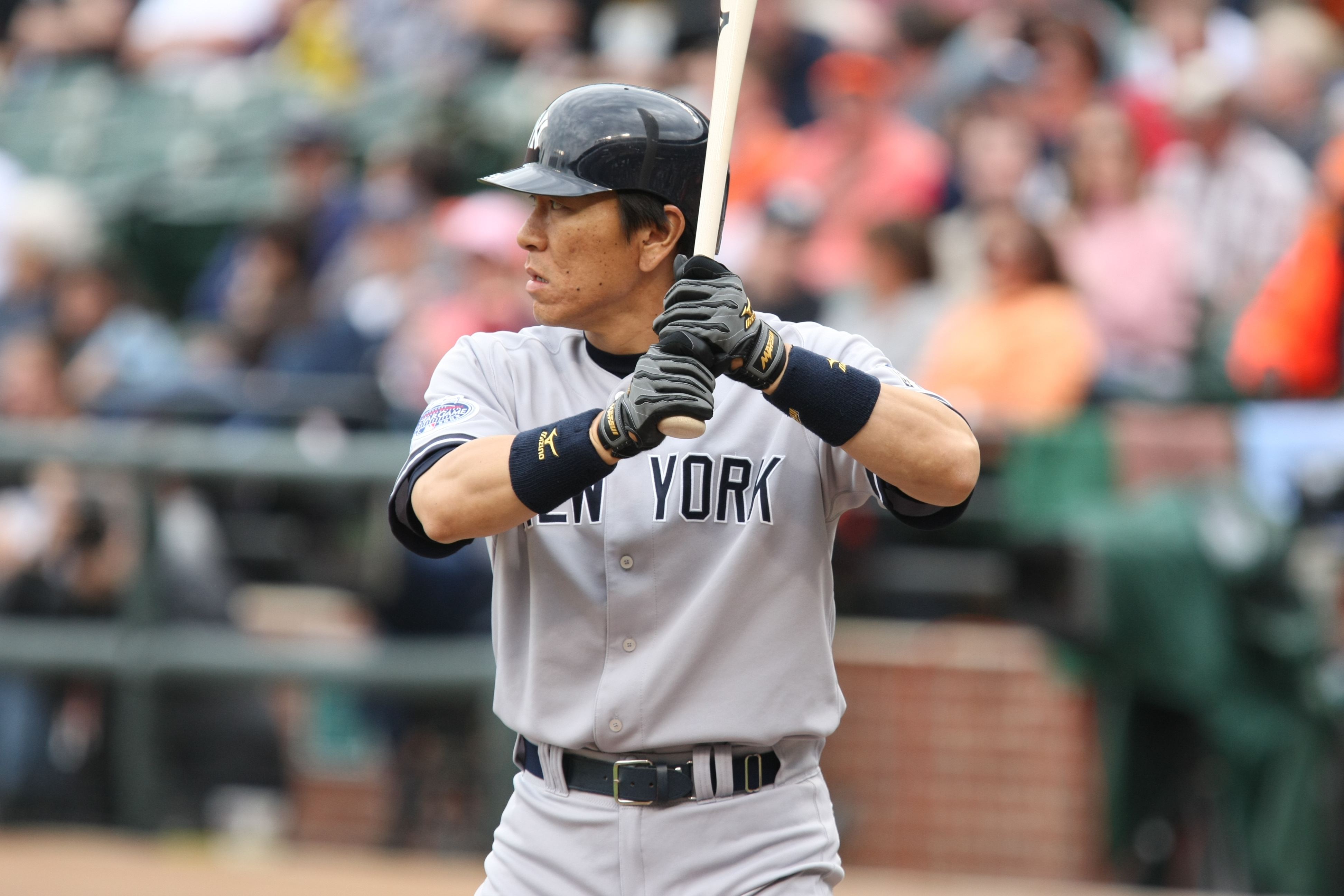
타석에서의 마쓰이 히데키

고등학교 시절의 통산 타율은 4할 5푼, 홈런은 60개. 고교 통산 60호는 야마가타 현에서 열린 국민 체육 대회인 진세이가쿠엔 고등학교와의 경기에서 네 번째 타석, 즉 고교 시절 최종 타석에서 기록을 했다. 9월에는 대한민국 서울에서 열린 한·미·일 3국 친선 고교 야구 대회 일본 대표팀의 일원으로서 출전했다.
프로 야구 드래프트에서의 세간의 주목을 받은 마쓰이에게는 기자들의 취재 요청 쇄도하면서 11월이 되면 세이료 고등학교의 정문 앞에 수많은 기자들과 카메라맨들이 마쓰이를 취재하기 위해 매일 대기하고 있었다. 11월 21일의 프로 야구 드래프트 회의에서 요미우리 자이언츠, 한신 타이거스, 주니치 드래건스, 후쿠오카 다이에 호크스 등 4개 구단으로부터 1위 지명을 받아 추첨 결과 교섭권을 획득한 요미우리에 입단했다. 계약금은 1억 2,000만 엔과 연봉은 720만 엔이었다.
마쓰이의 교섭권을 적용한 것은 13년 만에 요미우리의 감독으로 복귀한 지 얼마 안된 나가시마 시게오였다. 당시 마쓰이가 한신 타이거스의 입단을 희망하고 있어서 라디오를 통해 교섭권이 요미우리로 정해진 것을 알게 되면 기자 회견에 복잡한 표정을 띄우면서 “한신에 가고 싶다는 희망이 있으니까 아직 정리도 되어 있지 않았지만 그 기분도 점차 희미해져가고 있었다고 생각한다”라고 말했다. 그 후, 나가시마 감독으로부터 직접 전화를 받고 순조롭게 요미우리의 입단을 결정했다. 한신의 팬인 그의 관심을 끌기 위해서 나가시마는 감독 취임 전에 가진 기자회견에서 기자에게 “세이료 고등학교의 마쓰이 히데키 선수가 많은 주목을 받고 있습니다만, 감독은 어떻게 생각합니까”라고 질문하도록 부탁해 두고 “가지고 싶습니다. 이 손으로 부디 길러 보고 싶은 일재입니다”라고 대답했다. 이 장면을 자택에서 텔레비전을 통해 지켜본 마쓰이 부자는 흥분하면서 요미우리 입단 의사가 높아졌다고 말한다. 그 해 프로 야구 드래프트 회의에서 당초 요미우리 프런트는 마쓰이가 아닌 이토 도모히토를 지명할 예정이었지만 나가시마 감독은 마쓰이의 영입에 대한 강한 의지가 있었기 때문에 마쓰이의 지명으로 전환했다.
세이료 고교 시절에는 교실에서의 창가 제일 앞 자리가 마쓰이의 ‘지정석’이 되고 있었지만 야마시타 감독은 “(마쓰이의)수업 태도는 매우 좋았다”라고 말했다. 야구부의 연습이 중요한 일이고 교실에서의 수업 시간에는 수업 내용을 모두 기억하는 등 성적도 매우 양호했고, 야구부 활동 이외의 결석은 단 한 번도 없었다. 세이료 고등학교의 졸업식에서는 마쓰이가 야구부에서 주전 선수로 활동하면서 각종 대회에서의 맹활약을 했다는 높은 평가를 받아 세이료 고등학교를 경영하는 재단 학원으로부터 ‘총장상’을 받기도 했다.

### 요미우리 자이언츠 시절
요미우리 입단 후에 가진 기자 회견에서 다른 신인 선수들은 동경 하고 있는 선수 이름, 구체적인 성적 목표와 앞으로의 포부를 말하는 도중 마쓰이는 “축구나 스모에 아이들의 관심이 크게 기울이고 있다. 그 중에 나는 그 아이들에게 꿈을 주면서 야구장에 직접 보러와 줄 수 있는 선수가 될 수 있도록 노력하겠다”라고 말했다. 신인이면서도 야구계 전체를 고려한 스케일의 발언을 하는 등 화제가 되기도 했다. 프로 입단 후 처음으로 참가한 캠프에서는 150m급의 장외탄을 연발하면서 팬들을 놀라게 했다. 가와카미 데쓰하루, 아오타 노보루 등의 야구평론가는 “오 사다하루보다 한수 위”라고 극찬했다.

#### 1993년
프로 입단 첫 해에 가진 시범 경기에서 7번 타자로 출전하여 기대에 못 미친 성적을 기록했다. 삼진과 범타를 기록하여 시범 경기에서의 성적은 53타수 5안타, 9푼 4리의 타율로 끝나면서 20개의 삼진은 팀 전체 선수 중의 톱이 되는 기록이었다. 4월 7일에는 나가시마 감독으로부터 2군 통보를 받으면서 정규 경기 개막 이후 2군에서만 뛰었다. 2군으로 내려갔을 때에는 “2군으로 떨어뜨린 것을 후회시키도록 노력하겠다”라고 말하면서 그 이야기대로 2군 경기인 이스턴 리그의 개막전에서 야쿠르트 스왈로스의 신인 선수인 이토 도모히토로부터 홈런을 기록하는 등 12경기에서의 3할 7푼 5리, 4개의 홈런이라는 눈부신 활약을 보여 5월 1일 야쿠르트 스왈로스전(도쿄 돔)에 7번 좌익수로 선발 출전해 본격적인 1군 데뷔 무대를 밟았다. 첫 타석은 상대 투수인 니시무라 다쓰지로부터 유격수 땅볼을 기록, 두 번째 타석에서는 니시무라로부터 오른쪽 펜스 직격의 2루타를 날리는 등 데뷔 후 첫 안타와 첫 타점을 기록했다.
다음날의 경기에서는 9회말에 다카쓰 신고로부터 몸쪽의 직구(야쿠르트의 노무라 가쓰야 감독이 다카쓰에게 마쓰이가 몸쪽에 강하다고 하는 이야기를 확인하기 위해서 이를 던지라고 지시를 했다)를 우측 관중석에 날려 보내는 등 프로 입단 후 첫 홈런을 기록했다. 그러나 6월에는 다시 2군으로 강등되었지만 8월 하순에 다시 1군으로 복귀하여 안타를 계속 때려내는 등 센트럴 리그 고졸 신인으로서의 신기록이 되는 11개의 홈런을 기록했다. 시즌 종료 후의 계약 개정에서는 1,060만 엔이 증가된 1,900만 엔으로 서명하면서 목표의 2,000만 엔에는 이르지 않았지만 기자 회견에서는 차분한 표정을 보이기도 했다.

#### 1994년
정규 경기 개막전에서 2개의 홈런을 기록하는 등 4월에는 자신의 첫 월간 MVP를 수상했다. 같은 해의 올스타전에서는 센트럴 리그 사상 최연소인 4번 타자로 출전을 했다. 주니치 드래건스와의 리그 우승을 결정짓는 시즌 최종전인 일명 ‘10월 8일 결전’에서도 홈런을 날리는 등 팀의 리그 우승 달성에 기여했다. 이후 일본 시리즈에서는 세이부 라이온스를 누르고 팀은 일본 시리즈 우승을 제패하여 자신도 프로 2년차에 20개의 홈런을 기록했다. 시즌 종료 후 그의 아버지인 마쓰이 마사오는 아들이 매스컴에 시선을 돌리면서 한쪽 손을 올리는 행동에 반감을 느꼈다고 이렇게 밝혔다.
| “ | 자신을 주관적으로 평가해선 안 된다. 세상 사람들은 야구라고 하는 너의 극히 일부의 면을 평가하고 있는 것만으로 인간 모두를 평가하고 있는 것은 아니다. 그런데도 오늘 너의 매스컴에서의 대응에는 분명하게 오만함을 느꼈다. 아버지에게는 안다. 겸허함을 잃은 너의 모습이 주위에서는 보기 흉하게 비치는 것만이 아니겠는가. | ” |

이에 대해 마쓰이는 이렇게 말했다.
| “ | 확실히 나는 일본 시리즈 우승에 공헌할 수 있던 것으로 득의 만면이었기 때문에 아버지께서 말씀하신 대로라고 생각한다. 그와 같은 말하기 힘든 것을 말하면서 버린 것에 대해 미안하다고 생각하고, 또 감사하고 있다. | ” |

#### 1995년
시즌 22개의 홈런을 기록하여 데뷔 후 처음으로 베스트 나인에 선정되었다. 8월 24일의 요코하마 베이스타스전에서 정규 시즌으로는 처음으로 4번 타자로 출전했다. 야쿠르트가 정규 시즌 최고 승률인 매직 넘버 ‘1’로 남긴 9월 30일 메이지 진구 야구장에서 열린 경기에서는 9회말 투 아웃 상황에 타석에 서서 그 해의 최우수 배터리상으로 수상하는 상대 투수 테리 브로스와 포수인 후루타 아쓰야에 의해 중견수 플라이로 아웃되었다(우승 결정 당시의 중견수는 이이다 데쓰야). 그 해의 시즌 종료 후 서툰 몸쪽 공을 극복하기 위해서 신체에 해당될 것 같은 극단적인 몸쪽 공을 치는 연습을 실시했다. 그것에 대해 보람을 느끼면서 다음 연도부터 성적이 비약적으로 향상하게 되었다. 후에 마쓰이는 “시즌 오프가 야구 인생의 터닝 포인트였다”라고 회상했다.

#### 1996년

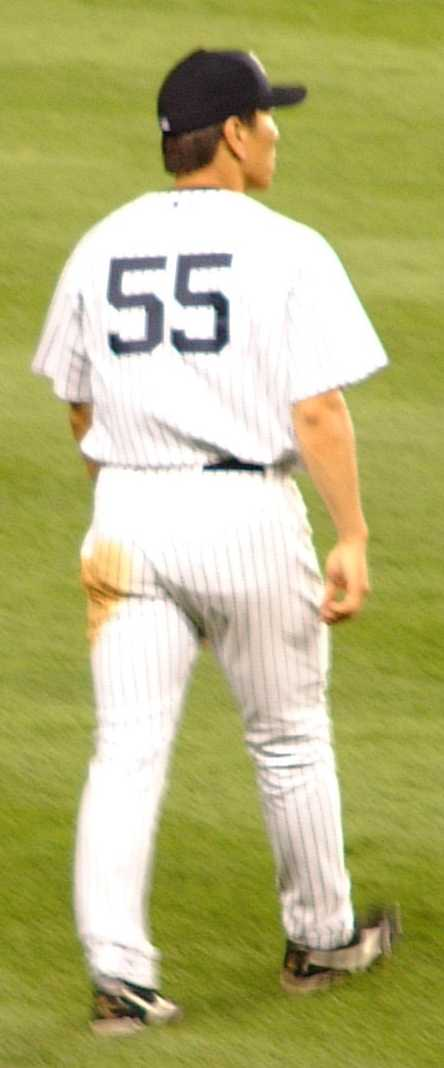
뉴욕 양키스 시절 등번호인 55번을 달고 활약하고 있는 마쓰이

자신의 첫 개막전 4번 타자로 출전하는 등 순조로운 스타트를 끊었지만, 5월부터는 팀내의 간판 타자인 오치아이 히로미쓰가 유일하게 4번 타자로 복귀하여 마쓰이는 3번으로 돌아왔다. 그 후 팀의 성적도 급상승하면서 여름에는 7월과 8월에 2개월 연속으로 월간 MVP를 석권했을 뿐만 아니라 대역전 우승에 크게 공헌한 공로로 프로 데뷔 첫 센트럴 리그 MVP를 차지했다. 리그 최종전까지 야마사키 다케시, 다이호 야스아키와의 홈런왕 타이틀을 놓고 격돌했지만 야마사키와 홈런 1개 차이로 리드되고 있는 상황에 놓여 있으면서 시즌 최종전인 주니치전에서는 모든 타석에서 고의사구가 되는 등 타이틀을 놓치기도 했다. 그런데도 22세에 38개의 홈런은 오 사다하루와 대등한 연령별 최다 홈런 기록이다. 또, 동일 투수로부터의 시즌 최다 홈런 타이 기록의 7개 홈런을 사이토 다카시로부터 기록했다. 그 해 사이토 다카시와의 대결에서 25타수 7안타로 안타의 모든 것이 홈런으로 연결되었다. 최종적으로 130경기에 출전하면서 타율 3할 1푼 4리, 38개의 홈런, 99타점의 성적으로 명실공히 ‘슈퍼 스타’로 등극했다.
시즌 종료 직후의 가진 각종 시상식과 파티 참석 외에 언론사의 취재 요청도 쇄도했고 계약 개정에서는 연봉이 증가된 1억 6,000만 엔으로 서명했고, 고졸 선수로서는 이치로와 대등한 최단 기록(당시)이자 입단 4년째인 1억 엔 선수로서의 동참을 완수했다.

#### 1997년
4월 27일의 히로시마 도요 카프전에서 개인 통산 100홈런을 달성, 4월은 10개의 홈런을 날리는 스타트를 끊었다. 최종적으로 타율은 3할대에 간신히 밑돌았지만 37개의 홈런을 기록했다. 그러나 드웨인 호지와의 홈런왕 타이틀 경쟁에서 1개 차이로 내주는 등 역대 최초로 2년 연속 1개 차이로 홈런왕 타이틀을 놓치게 되었다. 타점은 처음으로 103타점을 기록했지만 루이스 로페즈에 미치지 못하고 무관에 끝났다.

#### 1998년
전지 훈련 도중 왼쪽 무릎의 통증이 오면서 왼쪽 무릎 상태가 어떤지 관심을 두지 않은 채 시즌을 보내면서 그 영향으로 인해 프로 생활 최대 슬럼프에 빠지기도 했다. 개막 경기는 4번 타자로 출전 했지만 부상 슬럼프의 영향으로 기요하라 가즈히로에게 4번 타자의 자리를 빼앗기는 수모를 겪었다. 4월 성적은 타율이 1할 9푼, 2개의 홈런을 기록하는 것에 그쳤지만, 5월에 월간 MVP를 수상하는 등 본래의 상태를 되찾으면서 이후에 계속 순조롭게 활약을 하는 등 7월 28일의 야쿠르트전에서 개인 통산 150홈런을 달성했다. 최종적으로는 시즌 34홈런, 100타점을 기록하여 첫 타이틀이 되는 홈런왕과 타점왕, 최고 출루율 타이틀을 연거푸 획득했다. 올스타전에서도 4경기 연속 홈런(당시는 올스타전 신기록)을 때려냈다.
왼쪽 무릎은 당시 팀의 주치의로부터 ‘선반 장해’, ‘연골 파손’이라는 진단이 나올 정도의 중상이었지만, 환부 주위의 근육이 단련하는 것을 극복하여 수술에 의한 장기 이탈은 피할 수 있었다. 그러나 10년 후인 2008년에는 결국 증상이 악화되면서 같은 해 9월에는 수술을 받았다.

#### 1999년
새미 소사로부터 조언을 받아 시즌 개막 직전 광각에 치는 것을 의식한 타격 폼을 개조했고, 5월 하순 도쿄 돔에서 열린 한신 타이거스전에서 상대 투수인 대럴 메이로부터 몸에 맞는 볼(2루 주자인 시미즈 다카유키의 3루 도루 저지를 위해서라고 생각된다)을 받아 극도의 흥분과 분노의 표정을 짓는 등 배트를 던지면서 구심으로부터 제지 당하기도 했다. 마쓰이는 그 자리에서 웅크리고 앉아 구장 전체가 관중들의 고성이 일순간 울려 퍼졌다. 경기 후 “저것은 분명히 고의로 던진 것이 틀림 없다”라고 말해 이후 경기에서는 끝내기 3루타를 때려냈다. 6월 5일의 요코하마전으로부터 6월 10일의 주니치전까지 5경기 연속 홈런을 기록했다.

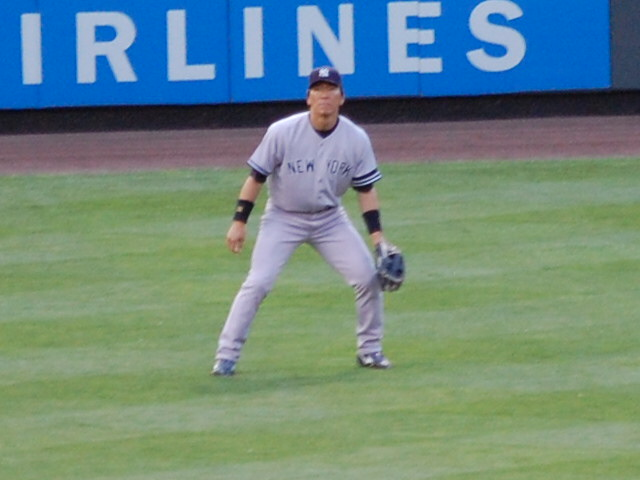
외야에서 수비를 보고 있는 마쓰이 히데키

9월 21일의 한신전에서는 개인 통산 200홈런을 달성했고, 7월에 있은 올스타전에서 대타 출전했을 때 옆구리를 다치는 등 7월 30일의 히로시마전에서 결국 선발 명단에서 제외되기도 했다. 이 시점에서 현역 최다인 연속 경기 풀 이닝 출장이 574경기(당시 역대 3위)에서 멈췄지만, 나가시마 시게오 감독은 마쓰이의 부담이 걸리지 않는 형태로 연속 경기 출장 기록을 존중하는 것을 결정하면서 이후 8월 중순까지는 기록을 위해서 1이닝만 수비 다지기로서 출전을 했다. 부상의 영향으로 로베르토 페타지니와 2개 차이로 홈런왕 타이틀을 놓치게 되었지만 개인 최다인 42개의 홈런을 기록했다. 일본인의 시즌 40홈런은 1989년의 오치아이 히로미쓰가 기록한 이후 10년 만의 쾌거였다. 또 요미우리에서는 1977년의 오 사다하루 이래 22년 만의 쾌거를 이루어 냈다. 시즌 종료 직후의 10월 24일에는 양키 스타디움에서 처음으로 메이저 리그의 경기(ALCS 제2차전)를 관전, 이 경험으로 인해 마음에 새기기도 하는 등 후의 메이저 리그 도전을 결단하게 된 요인이기도 했다.

#### 2000년
그 해에는 시즌 개막 직후부터 4번 타자로 출전하면서 이후 일본 시리즈, 미·일 야구 등도 포함하고 있어 다른 타자에게 4번 타자의 자리를 양보할 것은 없었다. 오른쪽 새끼 손가락을 그립에 걸치는 타법으로 바꾸면서 너무 강하게 배트를 잡지 않고 릴렉스를 하여 시즌 중반까지는 타격 3관왕을 노릴 수 있을 기세로 계속 이어 나갈 수 있었다.
7월 12일의 히로시마전에서는 개인 통산 1000안타를 달성, 최종적으로 시즌 135경기를 모두 출전하면서 4번 타자의 자리를 차지하는 등 모두 개인 최다인 타율 3할 1푼 6리, 42홈런, 108타점을 기록했다. 정규 시즌에서의 전 경기 4번 타자로서의 출전은 요미우리에서는 1950년의 가와카미 데쓰하루 이래 50년 만의 기록이었다. 홈런왕, 타점왕, 최고 출루율, 시즌 MVP, 일본 시리즈 MVP, 골든 글러브상을 연거푸 차지하면서 요미우리의 일본 시리즈 우승을 이끈 중심 인물이 되었다. 그 해 일본 시리즈 MVP 수상에 의해서 가와카미 데쓰하루, 오시타 히로시, 후쿠모토 유타카에 뒤를 이은 역대 4번째의 ‘정규 시즌, 올스타전, 일본 시리즈에 있어서의 MVP 타이틀 획득자’가 되었을 뿐만 아니라 일본 프로 야구계의 최고상인 쇼리키 마쓰타로상을 처음으로 수상했다. 같은 해 미·일 야구에서는 메이저 리그 선발의 보비 콕스 감독으로부터 “고질라는 좋네요. 배트 스윙이 빠르다”라고 칭찬을 받기도 했다. 이 시점에서는 메이저 리그의 도전에 대해 부정적이었지만, “야구를 하고 있으면서 메이저 리그를 전혀 생각하지 않는다고 하면 거짓말이 될지도 모른다”라고 말하면서 2년 후의 FA 이적에 함축적 의미를 갖게한 발언을 했다.
11월 21일에는 이시카와 현민 영예상을 수상했고, 계약과 관련해서는 구단 측이 8년간 총액 56억 엔이라는 파격적인 장기 계약을 걸었지만 마쓰이는 “일년 내내 승부를 하는 기분으로 플레이하고 싶다”라고 밝히면서 단년 계약에 구애를 받아 프로 야구계 최고 연봉(당시)인 5억 엔으로 서명을 했다.

#### 2001년
4월 12일의 주니치전에서 통산 1000경기 출장을 앞두고 개인 통산 250홈런을 달성했고, 5월 3일의 주니치전에서 당시 역대 5번째의 1000경기 연속 출장을 달성했다. 5월 5일부터 8월 13일까지 센트럴 리그 역대 1위인 65경기 연속 출루 기록을 달성했다. 9월 27일에는 처음으로 자신의 1경기 3개 홈런을 기록하는 등 9월 한 달간 타격면에서의 급상승으로 인해 월간 MVP를 수상했다. 그 해에는 처음으로 수위타자(타격왕) 타이틀을 획득했지만 전 이닝 출장에서의 수위타자는 오 사다하루와 이치로에 뒤를 이은 역대 3번째의 쾌거이다. 한편 홈런 개수는 좀처럼 오르지 못하고 20호 홈런을 날린 것은 8월 7일이었다.
8월까지 연간 30개에 닿지 않는 페이스로 추이하고 있었지만, 9월에 간신히 양산 체제에 들어가면서 시즌 최종전에서의 3개의 홈런을 포함한 월간 11개 홈런을 기록, 최종적인 개수는 36개와 약간의 개수를 줄였다. 홈런왕 타이틀은 당시 홈런왕 타이틀 경쟁을 하고 있던 로베르토 페타지니를 추격하여 다시 탈환했다. 마쓰이는 “타구가 오르지 않고 홈런이 좀처럼 나오지 않는다”라고 토로하면서 한때 슬럼프를 겪기도 했다. 그 해의 타격면에 대해서 마쓰이는 후에 “그 해 타격왕을 타이틀을 획득했지만 타격은 그대로였다”라고 말했다.
FA권 취득이 눈 앞에 가까워지면서 교섭과 관련해서는 구단으로부터 5년 총액인 50억엔의 대형 계약이 제시되었지만 마쓰이 본인은 이것을 거절해 당시 프로 야구 사상 최고 금액이 되는 연봉 6억 1,000만엔으로 단년 계약을 맺었다. 계약 개정 후의 가진 기자 회견에서는 차기 FA권 행사하는 것을 발언하면서 “이대로 요미우리로 남게 될지, 아니면 미국에 진출할 지는 양자택일이 된다”라고 말했다.

#### 2002년

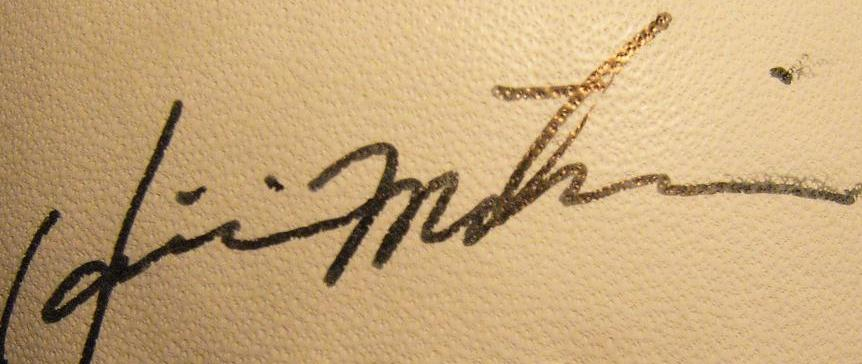
마쓰이 히데키의 친필 싸인

‘일본 제일’, ‘타격 3관왕’이라는 목표를 내걸어 스타트 끊으면서 정규 시즌이 개막된 지 얼마 되지 않은 4월 13일에 FA권을 취득했고, 7월 9일에 구로다 히로키로부터 통산 300호 홈런을 달성했다. 28세 0개월에서의 도달은 오 사다하루가 기록한 27세 3개월에 뒤를 이은 역대 2번째의 최연소 기록이며, 1200경기만의 달성은 역대 6번째의 빠른 기록이다. 올스타전까지는 작년과 같이 타구가 오르지 않고 76경기에서의 18개 홈런을 기록하였지만 후반기에서는 64경기에서의 32개 홈런이라고 하는 경이의 페이스를 끌어 올리면서 계속 때려내는 등 개인 최다이자 일본 프로 야구 역대 8번째인 50개의 홈런을 기록했다. 센트럴 리그에서는 1985년 랜디 바스(당시 한신 타이거스 소속) 이래 17년 만의 일이었고, 요미우리에서는 1977년 오 사다하루 이후 25년 만의 쾌거였다. 홈런 부문에 있어서 최강의 라이벌이기도 한 로베르토 페타지니와의 9개 차이를 낸 50개째의 홈런은 2002년의 시즌 마지막 경기인 야쿠르트전(도쿄 돔)에서 기록했다. 7월과 8월에는 2개월 연속으로 월간 MVP를 수상했고, 9월 7일의 히로시마전에서 프로 야구 신기록이 되는 5년 연속 100득점을 기록했다.
시즌 종반까지는 타율이 3할 5푼대를 유지해 3관왕을 눈 앞에 두고 있었지만 시즌 종반에는 부진으로 인해 결국 수위타자 경쟁에서 주니치의 후쿠도메 고스케에게 타이틀 자리를 양보했다. 타율, 홈런, 출루율에서는 개인 최고의 성적을 기록했고, 홈런왕과 타점왕, 최고 출루율, 그리고 시즌 MVP를 연거푸 석권했다.
시즌 종료 후인 10월 11일에는 하라 다쓰노리 감독, 16일에는 도이 구단 대표와 각각 면담을 했고, 나가시마 전 감독과도 장시간 면담하면서 잔류가 요청되었지만, 결론은 일본 시리즈 이후로 미뤄졌다. 10월 18일 뉴욕 타임스는 “뉴욕 양키스가 마쓰이의 영입을 노리고 있다”라는 내용이 보도되기도 했다. 일본 시리즈에서 세이부 라이온스를 누르고 일본 시리즈 우승을 제패한 다음날 11월 1일에는 FA권을 행사해 미국 메이저 리그의 진출을 표명했다. “마지막 끝까지 고민하면서 정말 괴로웠다. 무슨 말을 해도 배반자라고 말해질지도 모르지만….”이라고 말하면서 “결단한 이상은 생명을 건다”라고 말하면서 결심했다. 마쓰이 본인은 FA선언을 할 경우에 스스로를 ‘배반자’라고 표현하고 있었지만, 배반자라고 생각하는 자이언츠의 팬들은 거의 있지 않으면서 일본 야구계의 전체가 마쓰이의 메이저 리그 진출의 성공을 빌고 있었다. 오히려 그가 그만큼 프로 야구 팬을 생각하고 있는 칭찬의 소리이기도 하지만, 이적 결단에 이르기까지의 그의 고뇌에 대해 동정하는 소리가 적지 않았다.
구단 관계자는 침통한 표정을 지으면서 “야구계의 재산인 마쓰이 선수의 미국으로의 유출을 막지 못하고, 응원해 주시는 팬 여러분에게는 뭐라고 사과하면 좋은가….”라고 말해 마치 불상사를 일으킨 것 같은 발언을 했다. 메이저 리그 구단과의 교섭에 임하면서 마쓰이의 대리인은 “양키스와 집중하여 교섭해 주었으면 한다. 양키스가 안되면 다음 일을 생각하자”라고 전해 뉴욕 양키스에의 입단을 희망했다. 보스턴 레드삭스나 뉴욕 메츠도 마쓰이를 영입하기 위해 강한 의욕을 나타냈지만 11월 19일에 뉴욕 양키스와 3년 총액인 2,100만 달러의 계약에 최종 합의했다. 계약 후에 가진 기자 회견에서 마쓰이는 “양키스는 메이저 리그 팀 가운데 훌륭한 전통이 있다. 훌륭한 선수들을 많이 배출한 구단이며, 나 자신도 제일 자극이 있는 팀에서 나의 힘을 마음껏 발휘하고 싶다”라고 말했다. 요미우리로부터 FA권을 행사하여 이적한 사례는 1994년 고마다 노리히로(1993년 시즌 종료 후 요코하마 베이스타스로 이적)가 이적한 이후 2번째였다.
마쓰이는 오랜 세월 요미우리 자이언츠의 ‘정신적 지주’였으며, 마쓰이보다 그 이후에 입단해 온 선수들(특히 니시 도시히사, 시미즈 다카유키, 다카하시 요시노부, 니오카 도모히로)의 목표가 되면서 당연히 선수 회장도 맡고 있었다. 전통인 ‘자이언츠의 4번은 일본의 4번’이라는 표현이 불릴 정도로 타 구단의 팬이면서도 마쓰이를 응원하고 있는 프로 야구의 팬들도 많아졌다. 마쓰이가 빠지고 나선 3년 후 자이언츠의 침체와 인기의 그늘은 “마쓰이가 양키스에 이적했던 것이 최대의 원인”이라고 생각하는 자이언츠의 팬들이 많았다. 마쓰이가 활약할 당시의 요미우리는 10년간 리그 우승 네 차례(일본 시리즈 우승 3회)를 제패했지만, 마쓰이가 빠진 2003년 이후에는 4년 동안 리그 우승권에서 점점 멀어졌다. 구단의 인기와 요미우리 경기에서의 텔레비전 시청률, 구장에의 관객 동원수도 각각 저하되면서 마쓰이, 기요하라와 함께 ‘MKT포’로 불린 다카하시 요시노부가 부상으로 인하여 괴로워하기 시작해 나가시마 감독 전성기 무렵의 선수가 차례차례로 타 구단에 이적 혹은 현역 생활을 은퇴하는 등 이전에 늘어나던 전력 보강이 반복되기도 했다. 이러한 사건은 요미우리 구단에게 있어서 마쓰이의 존재가 얼마나 컸는지를 이야기하고 있는 대목이기도 하다.
요미우리 자이언츠 시대의 계약 개정은 매년 12월 24일에 하는 것으로 일명 ‘크리스마스 개정’이라고 불릴 정도였다. 거물급 선수는 아래의 교섭을 시즌 도중으로부터 실시하는 것이 관례이기 때문에 구단과의 교섭 시간보다 인터뷰가 가장 긴 만큼 마쓰이는 순조롭게 진행될 정도의 일발 개정이 계속되고 있었다. 또, 마쓰이 본인은 금액에 대한 구애를 별로 가지고 있지 않았던 것도 이유의 하나라고 한다. 그 후 양키스에 이적하고 나서도 계약 개정을 보류한 것은 단 한번도 없었다.

### 뉴욕 양키스 시절

#### 2003년

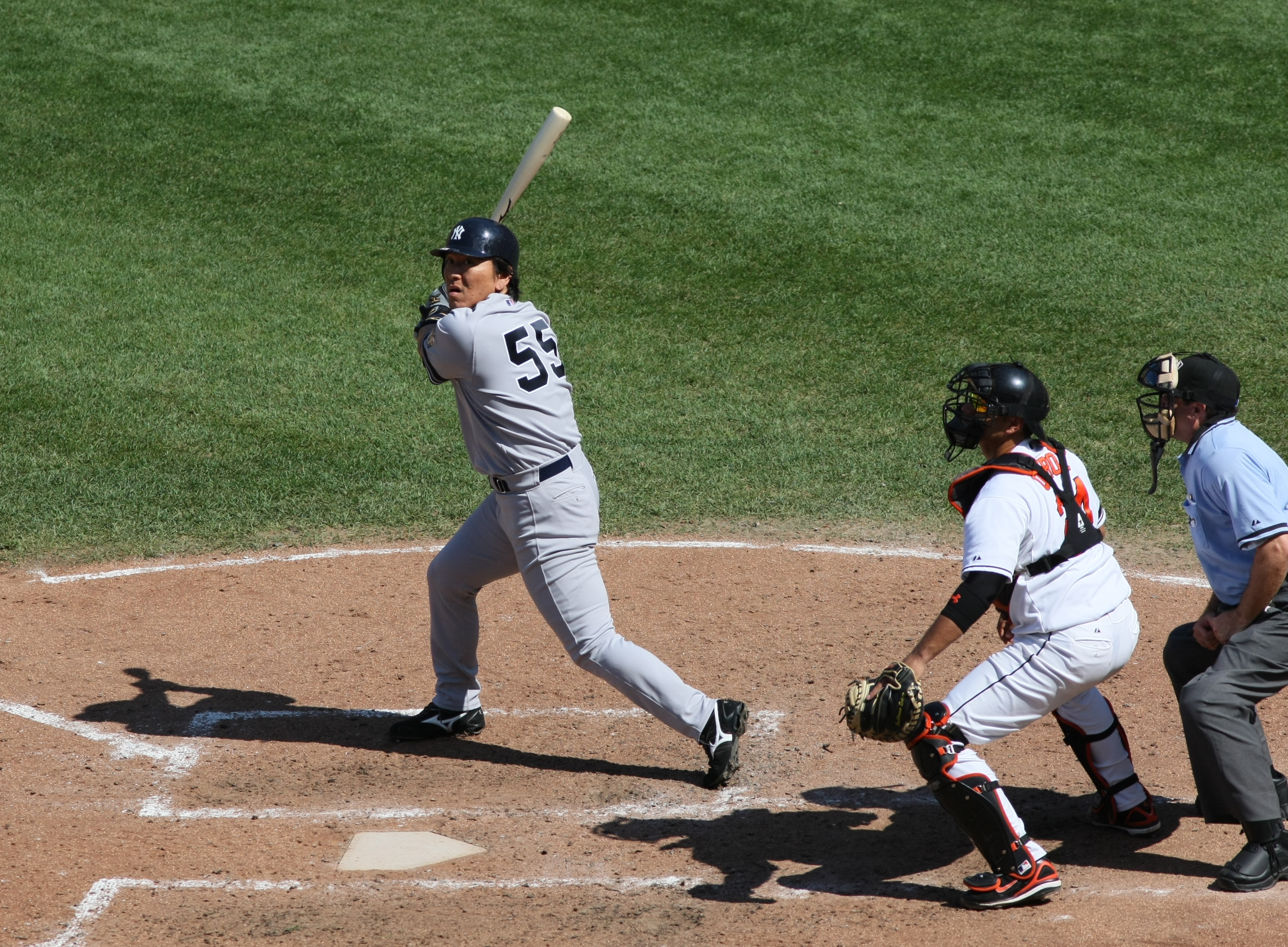
타석에서 자신이 친 타구를 주시하는 마쓰이

메이저 리그 진출 첫 해에 뉴욕 양키스의 일원으로서 스타트를 끊었다. 3월 31일, 정규 시즌 개막전인 토론토 블루제이스전에 5번 좌익수로 선발 출전하여 첫 회에 메이저 리그를 대표하는 간판 투수이자 우완 투수인 로이 할러데이로부터 왼쪽 앞에 적시타를 기록하여 메이저 리그 진출 첫 타석·첫 안타·첫 타점을 기록했다. 4월 8일 팀의 연고지 개막 경기인 미네소타 트윈스전에서는 전 타자인 버니 윌리엄스가 고의사구로 출루한 이후의 타석에서 볼카운트 2-3으로부터 상대 투수인 조 메이즈의 145km/h를 오른쪽 관중석을 향해 제1호 만루 홈런을 기록했다. 4월 12일에는 메이저 리그 진출 후 처음으로 끝내기 안타를 쳐냈다. 그러나 변화하는 속구와 일본과는 비교해서 넓은 스트라이크 존의 외각구에 대응하지 못하고 땅볼의 수가 많아지기 시작하면서 심각한 타격 부진에 빠지기도 했다. 그러나 6월에 들어가면서 조 토리 감독이 “좀 더 홈 베이스에 가까워지는 것이 어떤가”라고 조언하는 등 10 ~ 15cm 정도가 되는 홈 베이스에 가까워졌던 것이 공을 세우고 컨디션을 끌어올렸다.
7월에 열린 MLB 올스타전 팬 투표에서의 아메리칸 리그 외야수 부문에서 3위에 오르면서 올스타전에 첫 출전을 했다. 일본인으로서는 1995년의 노모 히데오, 2001년의 이치로에 이은 3번째의 올스타전 출전에 성공했다. 그러나 현지 미디어 등에서 찬반 논쟁이 일어나면서 경기에서는 선발 출전을 완수해 1안타를 날렸다. 또, 스타 선수와의 배트 교환용으로 일본으로부터 24개의 배트를 들여왔지만, 누구에게도 얘기하지 못한 채 결국 모두 가지고 돌아갔다. “내년은 홈런을 경쟁하러 나올 수 있는 타자가 되고 싶다”라고 말해 다음 연도의 재출장을 하기로 “맹세” 했다.
7월 17일, 올스타전 출전 후의 후반기인 클리블랜드 인디언스전에서 상대 투수가 던진 146km/h의 속구를 우중간 관중석으로 날리는 등 일본인 메이저 리거로서는 처음으로 끝내기 홈런을 기록했다. 이 때 양키스의 유명한 라디오 아나운서는 “SA·YO·NA·RA(사요나라)”라고 말했다.
지구 시리즈에서는 포스트 시즌에서 일본인으로서는 최초의 홈런을 기록했다. 보스턴 레드삭스와의 리그 우승을 결정짓는 시리즈 7차전에서 8회말에 호르헤 포사다의 적시타로 동점을 만들어내는 홈을 밟았을 때 크게 뛰어오르면서 기쁨을 나타내기도 했다. 플로리다 말린스와의 월드 시리즈 2차전에서는 월드 시리즈에서의 일본인 첫 홈런이 되는 홈런을 때려냈다. 정규 시즌으로는 신인으로서의 양키스 선수로서 21세기가 된 메이저 리그에서 처음으로 시즌 163경기를 출전한 선수가 되기도 했지만 기대가 된 홈런 개수(정규 시즌 기준)는 불과 16개에 그쳤다. 그런데도 득점권 타율은 팀내 최고인 3할 3푼 5리, 타점은 팀내 주포인 제이슨 지암비에 1점차의 팀 2위가 되는 106타점을 내쫓으면서 승부의 힘을 발휘했다. 2루타의 개수는 42개로, 1936년에 조 디마지오가 기록한 양키스의 신인 최다 기록(44개)의 2개차였다. 한편 병살타는 리그 2위인 25개를 기록하여 땅볼 아웃은 리그 최다인 223개를 기록했다. 그 때문인지 5월 경에 마쓰이의 갑작스런 타격 부진이 일어날 당시 현지 언론에서는 내야 땅볼이 많음으로 인해 ‘땅볼 킹(Ground Ball King)’라는 비야냥 섞인 표현을 사용했다. 신인왕의 수상도 유력시 되었지만 투표에서는 앤젤 베로아에 이어 2위로 끝났다.

#### 2004년
전년도인 16개의 홈런에 그치면서 시즌 오프에 대폭적인 근육 증량에 임한 것에 의해 마쓰이의 신체, 특히 상반신은 한층 커지기도 했다. 일본에서 열린 탬파베이 레이스와의 개막전(도쿄 돔)에 앞서 개최된 양키스와 요미우리의 친선 경기에서 홈런을 때려냈고, 요미우리의 투수가 마쓰이에게 볼넷을 주면서 관중석에 있던 팬들이 야유가 쏟아지는 상황이 일어나기도 했다. 탬파베이 레이스와의 개막 2차전에서는 2번 좌익수로 모두 출장, 2차전에는 일본팬들 앞에서 1호 홈런을 기록했다.
미국에 돌아와서는 61차례의 타석에 들어서면서 단 한 개의 홈런도 없이 부진한 성적을 기록했지만 4월 24일의 보스턴 레드삭스전에서 자신의 부모님이 경기장에서 관전하고 있던 도중 2호 홈런을 때려냈다. 그 다음은 전년도보다 큰 폭으로 빠른 페이스로 홈런을 양산해 6월 4일에는 전년보다 41경기가 빠른 53경기만에 10호 홈런에 도달했다. 5월 마지막주에는 주간 MVP를 두 번째로 수상을 했다. 6월 19일과 20일의 이틀 동안 로스앤젤레스 다저스전에서는 메이저 리그 이적 후 처음으로 2경기 연속 홈런을 기록했고, 전반기에서의 전년도를 웃도는 17홈런에 도달했다. 올스타전에는 팬들이 선정하는 외야수 부문에서의 선출이야말로 아깝게도 놓쳤지만, 최종 투표에서 120만표를 모아 가까스로 선출되어 ‘32번째의 남자’로서 2년 연속 출전을 완수했다. 토리 감독에게서는 어느 선수가 가장 많은 홈런을 치는지 겨루는 이벤트인 홈런더비에의 참가가 타진되었지만 “내가 나오면 맥주의 캔이 날아 든다”라고 말해 사퇴하기도 했다.

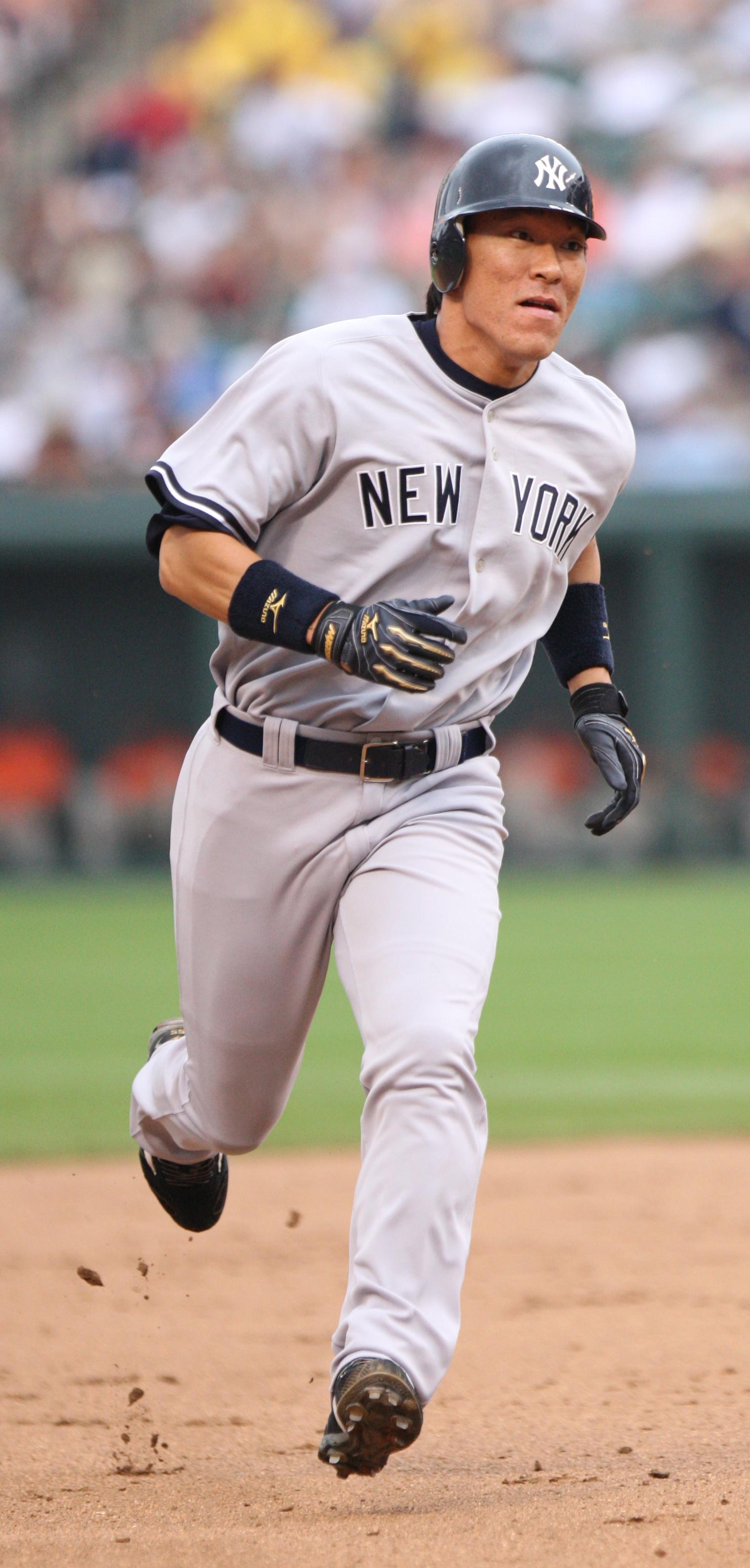
주루 플레이를 하는 마쓰이

7월 15일에는 미·일 통산 350홈런을 달성, 동시에 미·일 통산 1500경기 연속 출장에 이르렀다. 8월 7일 토론토 블루제이스전에서 메이저 리그 이적 후 처음으로 2타석 연속 홈런을 날렸다. 8월 15일의 시애틀 매리너스전에서는 전년도의 월드 시리즈 이후 4번 타자의 자리를 차지하면서 시즌 후반에는 4번 타자로 정착했다. 9월 30일의 미네소타 트윈스전에서 일본인 선수로서는 처음으로 3경기 연속 홈런을 기록했다. 최종적으로는 전년도의 거의 몇 배에 해당되는 시즌 31개의 홈런을 마크하면서 타율이야말로 3할대를 조금 밑돌았지만 세 부문 모두 전년도를 웃도는 좋은 성적을 남기는 등 양키스 중심 타자로서의 지위를 확립했다.
플레이오프에서는 타격이 폭발해 11경기의 51타수 21안타, 타율 4할 1푼 2리, 3홈런, 13타점을 기록했다. 전년도와 마찬가지로 또 다시 맞붙게 된 보스턴 레드삭스와의 아메리칸 리그 챔피언십 시리즈에서는 리그 챔피언십 시리즈 사상 최다 타이가 되는 14안타와 28루타를 기록했다. 제3차전에서는 최다 타이인 1경기 5안타와 5득점을 기록하는 등 호조를 이루었지만, 팀은 먼저 3연승하면서 이후 4연패를 당하는 등 월드 시리즈 출전 기회를 놓치게 되는 불명예를 안게 되었다. 시즌 종료 후 철저한 근력 강화에 임하면서 대폭적인 체중이 증가(103kg → 110kg)되기도 했다.

#### 2005년
개막 경기에서는 홈런왕 타이틀 획득에 대한 의욕을 보이고 있었지만, 4월 9일부터 5월 29일에 걸쳐 46경기, 202타석 연속 무홈런이라는 기대 이하의 성적을 남겼다. 자신의 생일인 6월 12일에는 오른쪽 발목을 다치면서 경기 도중에 교체하는 일이 있었지만 지명타자로서의 출전하는 일이 계속되었다. 6월 20일에는 자신의 통산 3번째인 주간 MVP를 수상(6경기의 타율 4할 5푼 5리, 3홈런, 10타점)했다. 6월은 전 경기에서의 출루를 기록하면서 월간 타율 3할 9푼 8리와 6홈런, 23타점을 기록하여 호조를 이루었지만, 다음달의 있은 경기 출장을 놓쳤다. 7월 28일에는 어니 뱅크스를 제치면서 메이저 리그 데뷔 후 425경기 연속 출장 신기록을 수립했다.
정규 시즌이 끝나면서 3년 연속 전 경기 출장을 완수함과 동시에 메이저 리그에서는 개인 최고 성적이 되는 타율 3할 5리와 116타점을 기록했다. 타율은 이치로를 웃도는 리그 7위였으며, 타점은 8위였다. 타율, 홈런, 타점의 타격 3개 부문 모두 일본인으로서는 최고의 성적이었다. 마쓰이 자신은 타율과 타점이 전년도를 훨씬 뛰어 넘은 성적을 기록한 것에 대해 만족감을 나타냈지만 홈런이 감소한 것에 대해서 내년 시즌의 과제로 삼겠다고 다짐을 했다. 9월 8일에는 미일 통산 400홈런을 달성했고 팀은 지구 우승을 제패했지만, 로스앤젤레스 에인절스와의 디비전 시리즈에서는 2승 3패의 성적을 기록하여 패배했지만 마쓰이 자신도 20타수 4안타와 타율 2할을 기록했다. 제5차전에서는 5타석 모두 주자가 있는 상황에서 모두 아웃당하는 등 굴욕적인 성적을 기록하는 수모를 당했다.
2005년까지 3년의 계약이 끊어지기 위해 시즌 종료 후 계약 연장 교섭을 실시했다. 교섭 도중에 난항을 겪으면서 한때는 다른 팀의 이적도 생각하고 있었지만 최종적으로는 양키스와 4년 총액인 5,200만 달러로 계약을 연장했다. “최고로 행복합니다”라고 말하면서 높은 금액과 계약 연장에 대한 만족감을 나타냈다. “마쓰이는 그라운드에서의 재능 뿐만이 아니라 일본의 팬을 끌어 당기는 힘이 있다”라는 일각에서 말하고 있는 것처럼 비즈니스면에서의 공헌도도 높은 평가를 받기도 했다. 참고로 이 때의 계약에는 트레이드 거부나 부상 이외의 이유에 의한 마이너 격하를 거부할 권리라든가, 일정 이상의 출장 기회가 보증된다는 조항이 포함되어 있다고 여겨지고 있다.

#### 2006년
정규 경기 개막전에 열린 월드 베이스볼 클래식 일본 대표팀의 출전을 포기하면서 정규 시즌에 대비하는 분주한 하루를 보냈다. 그러나 춘계 캠프에서는 왼쪽 무릎 통증이 재발하거나 꽃가루 알레르기와 같은 건강 문제에 때문에 곪머리를 앓는 등 본인도 “상태가 매우 좋지 않다”라고 말할 정도로 극도의 불안감을 나타내기도 했다.개막전에서 1개의 홈런을 포함한 4개의 안타를 날리는 등 개막전에서의 순조로운 스타트를 끊었다. 4월 18일에는 메이저 리그 데뷔 이래 처음으로 500경기 연속 출장 기록을 달성했다.

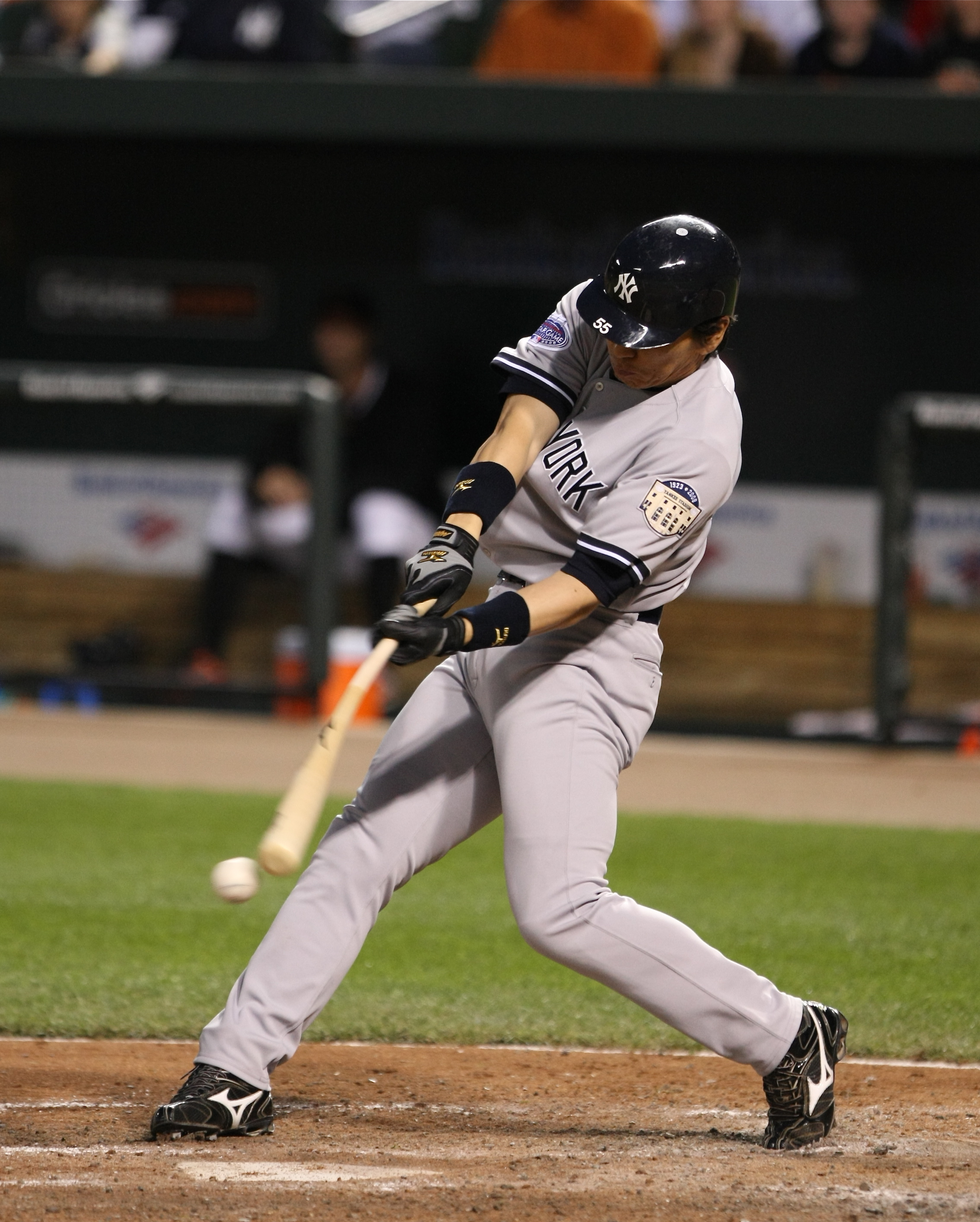
타석에서의 마쓰이(2008년)

5월 11일에는 홈구장인 양키 스타디움에서 열린 보스턴 레드삭스와의 경기에서 1회초 수비 도중 글러브가 잔디에 걸리면서 왼쪽 손목에 부상을 당해 경기 도중에 교체되었다. 1이닝 수비에 오르지 않고 교체했기 때문에 요미우리 시절인 1993년 8월 22일부터 계속되고 있던 연속 경기 출장 기록이 1768경기로 중단되었다. 뉴욕 시내의 한 병원에서 당일의 실시한 검사 결과, 왼쪽 손목(요골) 골절이라는 진단을 받았고, 이튿날 아침에 수술을 하는 등 재활 훈련에만 전념했다.
9월 12일, 124일 만에 탬파베이 레이스전에서 홈구장인 양키 스타디움에 8번·지명타자로 선발 출장, 만원의 관중으로부터 스탠딩 오베이션으로 맞이할 수 있어 이날 경기에서는 4타수 4안타의 성적으로 맹활약을 하는 등 부활을 이루었다. 복귀 이후에는 14경기 출장의 타율 4할 3리를 기록하는 등 호조를 이루면서 최종적으로는 51경기 출장의 타율 3할 2리를 기록했다. 팀도 9년 연속으로 지구 우승을 제패했지만, 디트로이트 타이거스와의 디비전 시리즈에서 16타수 4안타, 0개의 홈런, 1타점을 기록하여 기대 이상의 활약을 하지 못하는 등 팀도 2년 연속 디비전 시리즈에서 패하게 되었다.

#### 2007년
2월에는 자신의 자서전을 출간, 책의 내용에는 스스로의 인생을 되돌아 보며 마음가짐이나 사고법(思考法)에 대한 내용이 담겨 있었는데 출간 후 무려 30만 부를 넘을 정도의 베스트셀러가 되었다. 개막 이후인 4월 7일에 볼티모어 오리올스와의 경기에서 2회 첫 번째 타석에서 땅볼을 친 다음 1루로 출루하는 도중 왼쪽 넓적 다리에 통증이 일어나 4회의 두 번째 타석에 들어서기 직전에 교체되는 등 벤치에서 신세를 져야만 했다. 그 다음날부터 부상자 명단에 오르면서 극도의 슬럼프에 빠기도 했다. 병원에서의 MRI 진단 결과 왼쪽 넓적다리의 가벼운 근육 파열이 있는 것으로 판명돼 부상은 순조롭게 회복할 수 있었다. 부상자 명단의 기한이 지나는 4월 23일에 출장 선수로 등록되면서 같은 날에 있은 탬파베이 레이스전에서 16일 만에 선발 멤버로 복귀했다.
5월 6일, 홈구장에서 열린 시애틀 매리너스와의 경기에서 미일 통산 2000안타를 달성하는 쾌거를 이루어냈다. 일본에서 뉴욕까지 찾아온 일본 프로 야구 명구회 회장인 가네다 마사이치가 마쓰이의 2000안타를 달성하는 모습을 지켜보기도 하면서 명구회 가입을 성공적으로 완수했다. 당초 외야수의 실책으로 기록되었지만, 후에 판정이 번복되는 상황이 일어나기도 했다. 이후 판정에 대해 양팀 선수들간의 한바탕 실랑이와 난투극이 일어났다. 일본인으로서의 미·일 통산 2000안타는 이치로에 뒤를 이은 역대 2번째였다. 6월 26일 이후 타격 부진에 빠지는 슬럼프를 겪게 되었다.
7월에는 타격이 양호할 정도로 28경기의 타율 3할 4푼 5리와 28타점, 장타율 7할 3푼 5리, 13홈런, 31득점을 기록하는 등 리그 톱이 되는 성적이었다. 8월 2일에는 7월의 아메리칸 리그 월간 MVP에 선정되었다. 2003년 6월에 월간 신인 MVP를 수상했지만 월간 MVP는 첫 수상이었다. 8월 5일, 양키 스타디움에서의 캔자스시티 로열스전에서 메이저 리그 통산 100호 홈런을 달성, 여름 경기에서의 활약과는 정반대로 시즌 종반으로부터 플레이오프에 있어서는 오른쪽 무릎의 갑작스런 부상으로 슬럼프에 빠지는 등 기대 이상의 성적을 올릴 수 없었다. 팀은 3년 연속으로 지구 시리즈에서 패배하면서 마쓰이도 타율이 1할 8푼 2리(11타수 2안타)로 끝났다. 시즌 성적은 25홈런과 103타점을 기록하였지만, 마쓰이 본인은 시즌 종료 후에 가진 인터뷰에서 “이번 시즌은 실패 밖에 없었다. 이야기가 되지 않을 정도”라고 자신을 되돌아 보는 발언하는 것과 부상 요소에서의 범퇴를 반복했던 것에 대해 고백을 했다. 시즌 종료 후인 11월 14일에 뉴욕의 한 병원에서 오른쪽 무릎에 있는 연골을 제거하는 내시경 수술을 받아 성공적으로 수술을 마쳤다.
트레이드와 관련해서 마쓰이 본인도 트레이드가 타진되었을 경우에는 계약 조항에 있는 트레이드 거부권을 행사할 가능성을 시사했지만 결국 트레이드는 실현되지 않고 양키스의 잔류가 확정되었다. 타점을 많이 올리기 위해 이 해에는 팀내에서 ‘팩맨’이라는 애칭이 붙여지기도 했는데, 게임의 캐릭터와 같이 타점을 덥석덥석 감추는 듯한 인상을 줄 정도의 애칭이었다.

#### 2008년
3월 26일, 도야마현 출신의 25세 일본인 여성과 뉴욕에서 결혼식을 올렸다. 기자 회견 당시 신부의 직업이 회사원이자 일반인이기 때문에 프라이버시를 고려하면서 얼굴 사진이나 출신지, 이름은 공개하지는 않았다.

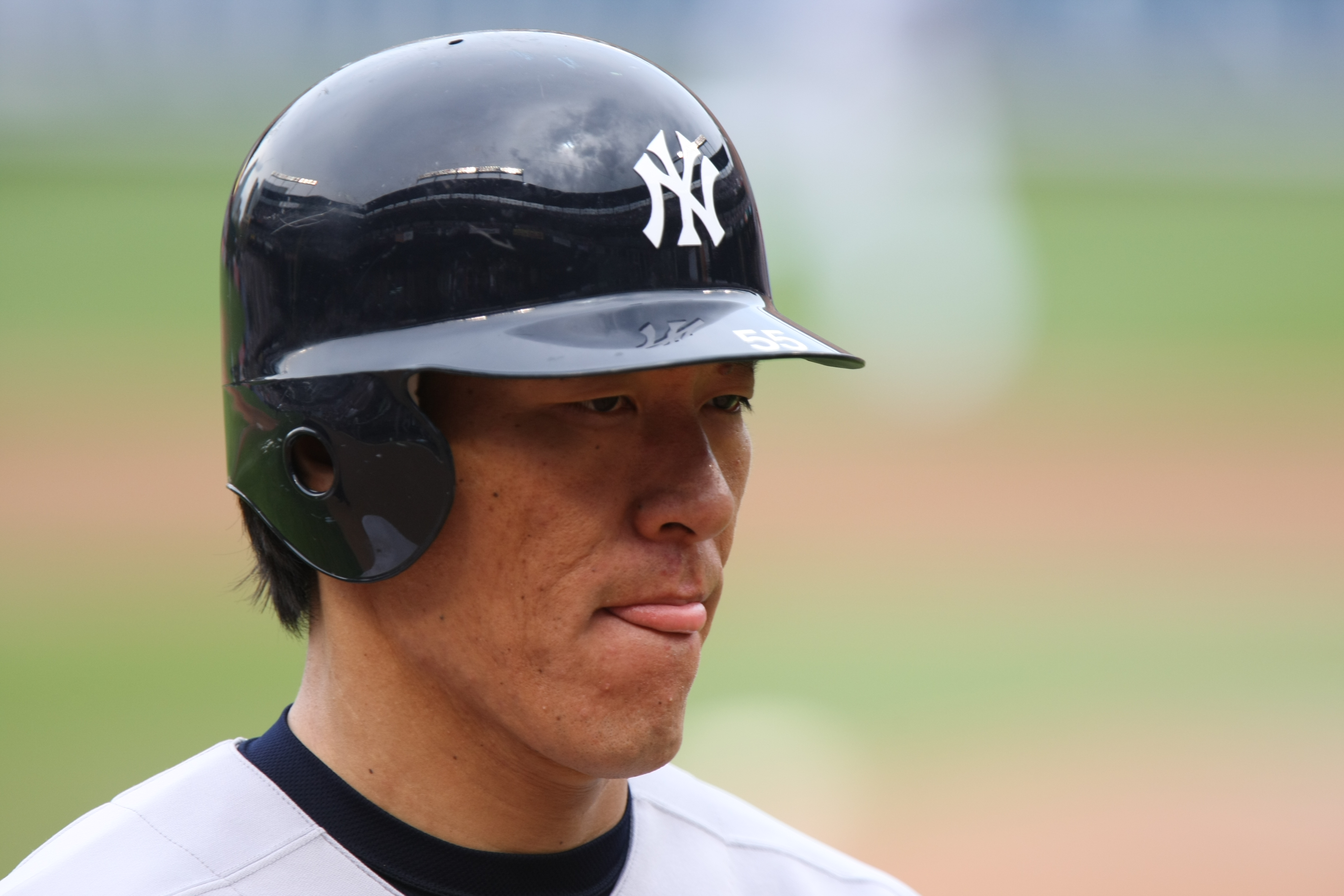
마쓰이 히데키(2008년)

개막 경기에서 8번·지명타자로 선발 출전하는 것으로 시작되었지만 초반에는 타격감의 호조로 인해 한때는 타율이 3할 3푼 7로 수위타자에 올라서기도 했다. 4월부터 5월에는 개인 기록 최다인 19경기 연속 안타를 기록했다. 2008년의 올스타전은 동년 마지막으로 해체되는 양키 스타디움에서의 마지막 올스타전이라고 하면서 마쓰이도 “이런 무대는 두 번 다시 없다. 나올 수 있으면 일생의 추억이 된다고 생각한다”라고 말하는 등 올스타전 출전에 대한 열의를 보였다.
6월이 되면서도 타격에 대한 호조로 지속되는 등 수위타자 경쟁을 하고 있었지만, 6월 18일 경기 직전에 왼쪽 무릎의 통증이 일어나면서 결국 6월 27일에는 부상자 명단에 오르기도 했다. 시즌 종료 후에 수술한 오른쪽 무릎이 무의식 중에 감싸면서 왼발에 부담이 걸려 있었던 것이 원인이었다. 수술에 대한 이야기에 관해서는 7월 17일의 단계에서 “(수술을)구단으로부터 권유받으면 받아 들인다”라고 생각을 나타내고 있었다. 그러나 이틀 후에 제너럴 매니저로부터 수술을 권유받았을 때에는 태도를 바꾸면서 2시간여의 설득에도 불구하고 수술을 거부했다. 그 후 2개월에 건너는 치료와 재활 훈련 후 8월 19일의 토론토 블루 제이스전에서 복귀, 주로 7번·지명타자로서 출전을 계속했지만 이후 타격면에서 침체되는 등 부진을 겪었다. 팀의 플레이오프 진출도 곤란한 상황에 놓여 있으면서 9월 21일 양키 스타디움에서의 정규 시즌 마지막 경기 선발 출장(8번·지명타자)하는 것을 마지막으로 시즌을 마감했다.
시즌 종료 직후인 9월 22일에는 왼쪽 무릎의 내시경 수술을 받았고, 다음날에는 양키스가 14년 연속 플레이오프 진출 가능성이 없어지면서 마쓰이 본인도 “책임을 느끼고 있다”고 말했다. 최종적으로는 시즌 타율이 3할을 밑돌았고, 타율 2할 9푼 4리, 안타 개수는 99개, 홈런도 한 자리수인 9개로 기대 이하의 성적을 기록했다. 시즌 종료 후 뉴욕 데일리 뉴스가 실시한 여론조사에서 응답자 47%가 마쓰이의 방출에 찬성한다는 결과가 나왔고, 심지어 11월에는 시애틀 매리너스와의 트레이드 소문이 나돌기도 했다.

#### 2009년
‘타율 3할대, 30홈런, 100타점, 도루 4개’라는 목표로 내걸어 스타트를 끊었다. 작년에는 무릎 부위에 있는 수술 받으면서 재활 훈련에만 전념을 했지만 트레이닝으로의 조정하는 데에 출발이 늦어지면서 시범 경기에서의 초반은 타격 부진이 계속되었지만 부상 때문에 전력이 이탈된 알렉스 로드리게스와 바뀌는 등 4번 타자의 자리를 차지했다. 4월 4일에는 양키 스타디움에서의 홈런을 때려내는 등 시범 경기에서 무려 4개의 홈런을 기록했다. 개막전에서는 4번·지명타자로 선발 출장하면서 7회에 2점 홈런을 기록하는 등 요미우리 시절의 스승이자 감독이었던 나가시마 시게오가 현역 시절에 기록했던 통산 444개를 넘으면서 미일 통산 445호 홈런을 달성했다. 그러나 타격면에서는 좀처럼 오르지 않으면서 5월 이후에도 무릎의 붓기나 허벅지의 통증을 일으키는 등 몸 상태가 극도로 나빠지는 상황이 발생했다. 로드리게스의 복귀 이후 타순이 5번에서 7번으로 내려가면서 지명타자로서의 기용이 계속되었다. 2009년부터는 완전하게 지명타자로서의 등록이 되었기 때문에 지명타자 제도가 없는 내셔널 리그의 본거지 구장(부시 스타디움)에서 열린 올스타전 팬투표에는 등록되지 않았다.

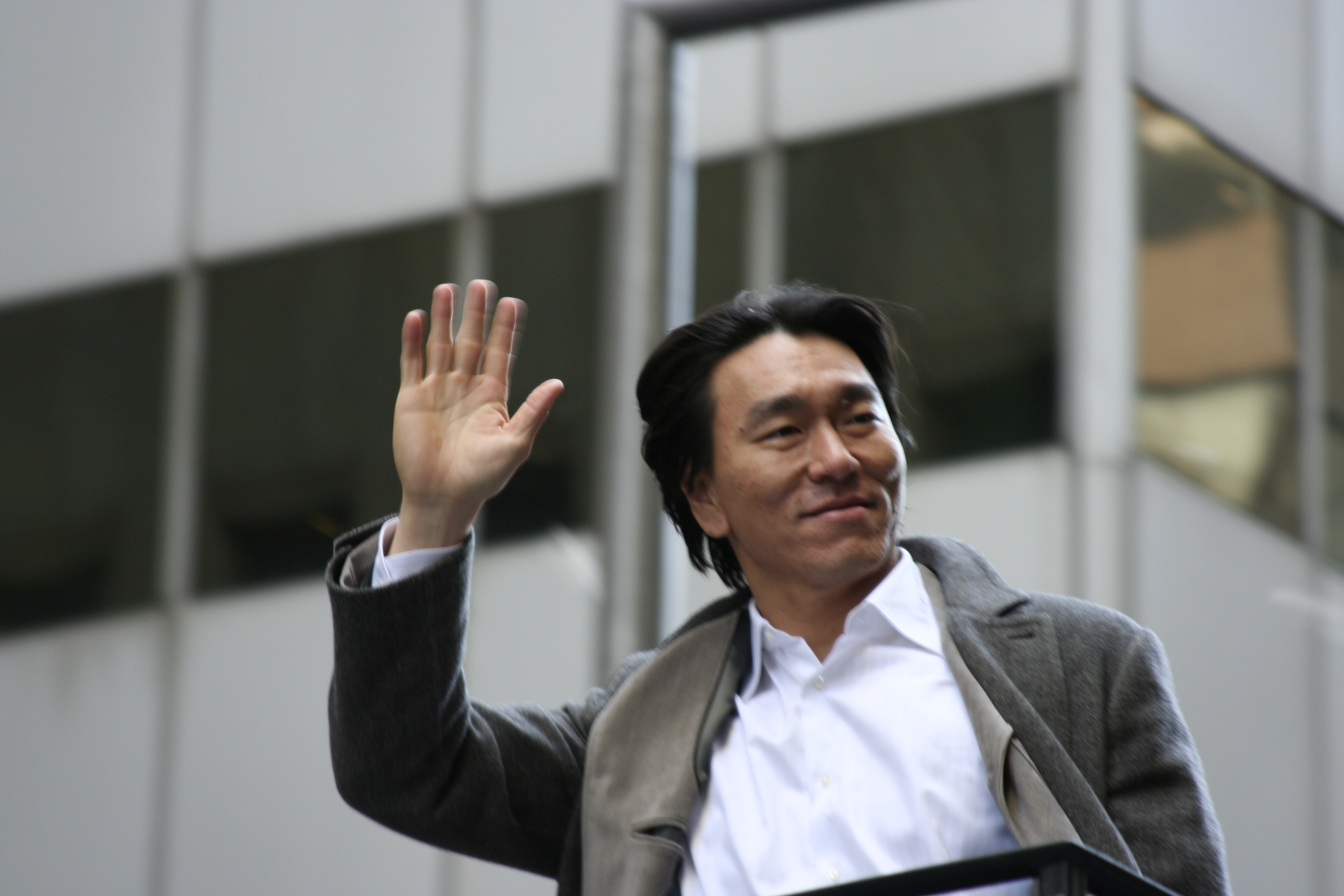
월드 시리즈 우승 기념 퍼레이드에서 팬들의 성원에 답례하는 마쓰이

5월 하순에는 수비 연습을 재개했고, 5월 27일에 텍사스 레인저스와의 경기에서는 미·일 통산 450호가 되는 6호 홈런을 때려냈다. 그러나 현지 유력 신문인 뉴욕 포스트가 6월 1일자에서 양키스 구단 수뇌부가 “마쓰이가 어떠한 활약을 해도 계약은 올 시즌 마지막”이라고 발언한 내용을 보도하기도 했다. 구단 수뇌부는 뉴욕 포스트의 보도를 긍정도 부정도 하지는 않고, 마쓰이의 다음 시즌 계약에 대해서는 “아직 백지 상태이다”라고 말했다. 마쓰이는 그 후에도 18타석 연속 무안타를 기록하는 등 타격 부진이 계속되었다. 지명타자 제도가 시행되지 않는 내셔널 리그 본거지에서의 인터 리그(교류전)에서는 전 경기에서의 선발 출장이 이루어지지 않았다. 인터 리그 기간 중인 6월 17일에는 한신 타이거스가 마쓰이의 영입을 위한 조사를 진행하고 있는 것이 밝혀지면서 마쓰이 본인은 “고맙다” 라고 말하는 등 호의적인 발언을 하기도 했다. 그 외에도 요미우리나 오릭스 버펄로스, 독립 리그 팀인 이시카와 밀리온 스타스가 마쓰이의 영입에 관심을 보이고 있다고 언론에 보도되었다. 그러나 “일본으로 다시 돌아온다고 하는 이야기는 별개의 문제”라고 말하면서 메이저 리그에서의 현역 생활을 끝까지 해내겠다는 생각이 변함없다는 것을 강조했다.7월 20일의 볼티모어 오리올스전에서는 2003년 이후 6년 만에 2개째의 끝내기 홈런을 기록했지만, 이후부터 13타석 연속 무안타를 기록하면서 타격 슬럼프에 빠지는 등 예년과 같은 타격감이 좀처럼 오르지 않아 불완전 연소에 끝났다.
8월 13일의 시애틀 매리너스전에서는 2개의 홈런을 포함한 4안타 5타점을 기록하는 등 타격이 폭발했지만 이후에 왼쪽 무릎 상태가 악화되면서 시즌 첫 연속 결장이 되었다. 그러나 복귀 후인 8월 21일의 보스턴 레드삭스전에서 3점짜리 홈런을 2개를 기록하는 등 개인 최고 성적인 1경기 7타점을 기록했다. 이틀 후인 보스턴전에서도 2점 홈런을 기록하는 활약을 보여주었다. 이렇게 해서 8월 중순부터 비교적 타격 호조를 유지해 타율 2할 8푼 1리, 25타점, 8개의 홈런을 기록하는 성적을 남겼고, 9월 19일의 시애틀 매리너스전에서 26호 홈런을 기록했을 뿐만 아니라 지명타자로서의 연간 최다 홈런 기록을 경신했다(당시로서는 구단 기록). 메이저 리그 이적 후에는 2번째로 많은 28개의 홈런을 날리면서 팀 3위의 90타점을 내쫓는 승부의 힘을 발휘하여 팀은 3년 만의 지구 우승에 공헌했다. 정규 시즌 전 경기 일정 종료 후, “분명하게 타율이 낮은 것은 반성할 부분이고, (28홈런은)나쁘지도 않다”라고 말하는 등 2009년 시즌 성적에 대한 평가를 내리기도 했다. 4년 만에 단 한번도 부상자 명단에 오르지 않았던 것을 기뻐하기도 했으며, 미국의 스포츠 전문지인 스포팅 뉴스가 선정하는 아메리칸 리그 올스타 멤버에서의 지명타자 부문에 선정되었다.
이후 포스트 시즌에서는 주로 5번·지명타자로서 출장, 미네소타 트윈스와의 지구 시리즈 제1차전에서는 결정적인 2점짜리 홈런을 날리기도 했으며, 로스앤젤레스 에인절스와의 리그 우승 결정 시리즈에서는 초반에 2타점을 기록하는 등 팀의 활기를 띄울 수 있었다. 제4차전과 제6차전에서는 무안타 등 기대 이하의 성적으로 타순도 6번으로 내려갔지만, 양키스는 4승 2패로 승리해 메이저 리그 1년차인 2003년 이후 6년 만에 월드 시리즈 진출에 성공했다. 필라델피아 필리스와의 월드 시리즈에서는 다시 5번타자로 복귀해 천성의 승부 힘을 마음껏 발휘했다. 초반이야말로 상대 투수인 클리프 리와의 대결에서 1안타에 그쳤지만 제2차전에서는 1대 1의 동점인 상황에서 6회말에 상대 투수인 페드로 마르티네스로부터 결승 홈런을 때려냈다. 필리스의 홈구장인 시티즌스 뱅크 파크에서 열린 제3~5차전은 지명 타자로 뛸 수가 없기 때문에 대타로 출장을 했다. 제3차전에서는 대타로서 2경기의 연속이 되는 홈런을 기록, 제5차전에서도 좌전 안타를 날리기도 했다.
양키스는 3승 2패의 성적으로 다시 홈구장으로 돌아온 제6차전에서는 선발 멤버로 복귀하여 2회에는 상대 투수이자 2차전에서 맞붙었던 페드로 마르티네스로부터 선제 2점짜리 홈런을 때려내는 것을 포함해 3회에는 중전 적시타, 5회에도 우중간을 가르는 적시 2루타로 2타점씩을 더해 월드 시리즈의 타이 기록이 되는 1경기 6타점을 기록했다. 팬들로서는 ‘MVP!’ 라는 함성이 홈구장 전체에 울려 퍼졌고, 이로써 월드 시리즈에서 13타수 8안타 3홈런 8타점의 성적을 기록하여 메이저 리그에 이적한 지 7년 만에 팀의 9년 만의 월드 시리즈 우승에 기여하는 등 일본인 선수로서는 처음으로 월드 시리즈 MVP에 선정되는 영예를 안게 되었을 뿐만 아니라 일본 시리즈 MVP와 월드 시리즈 MVP를 동시에 수상한 최초의 선수가 되었다.
양키스와의 계약 만료에 의해 11월 9일부로 FA를 신청했고, 12월 16일에는 로스앤젤레스 에인절스 오브 애너하임과 입단 교섭을 실시하여 추정 연봉인 650만 달러의 단년 계약(1년)을 맺었다. 등번호는 요미우리와 양키스 시절에 달았던 55번으로 배정받았고, 마이크 소시아 감독이 직접적으로 수비 복귀의 기회를 확약해 주었던 것이 에인절스 입단의 결정적인 역할을 했다.

### 로스앤젤레스 에인절스 오브 애너하임 시절

#### 2010년

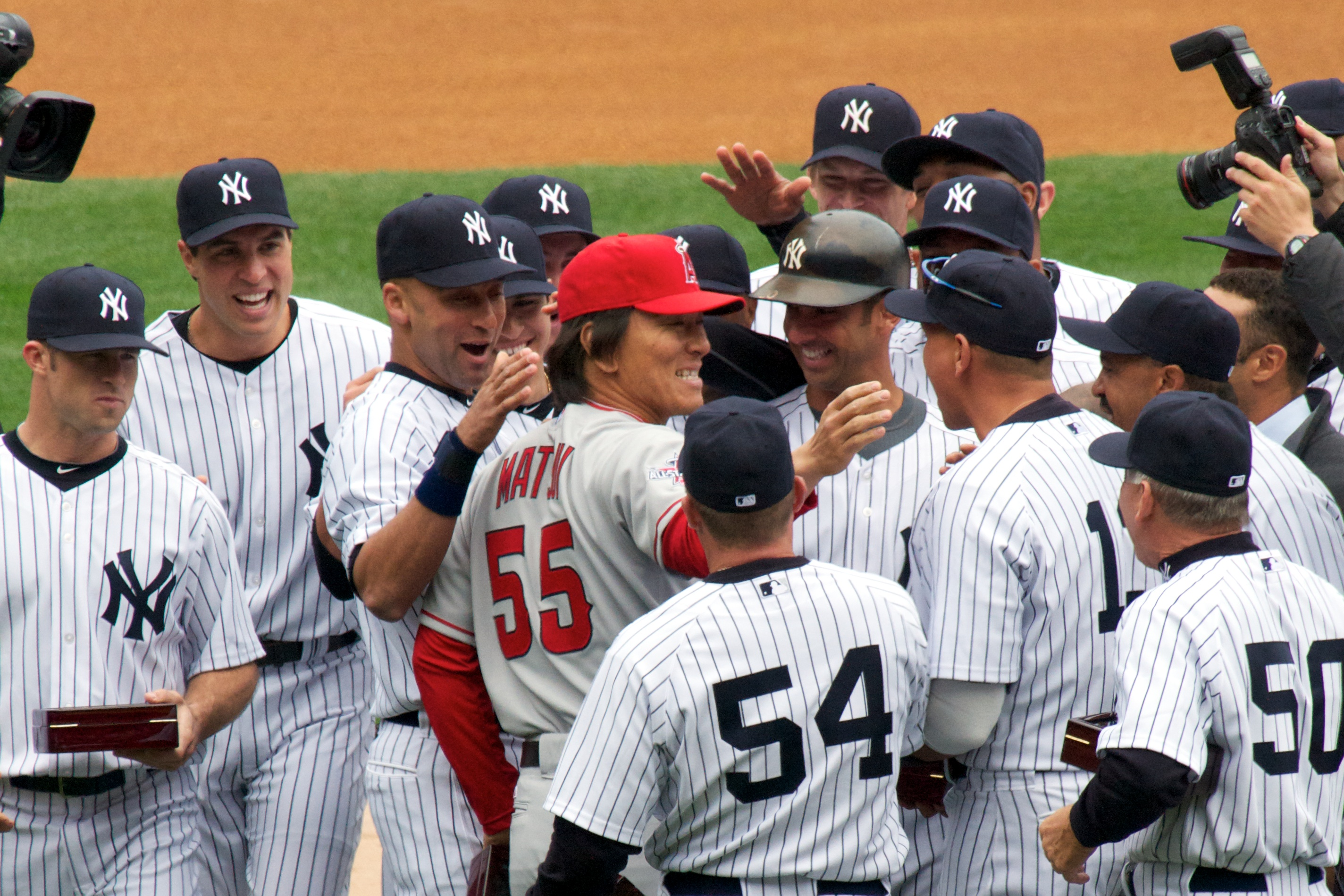
통산 27번째의 월드 시리즈 우승을 제패한 양키스가 우승 당시 멤버였던 25명에게 ‘우승 반지’ 수여식을 거행한 후 양키스에서 같이 뛰었던 동료들의 뜨거운 환영을 받고 있는 마쓰이 히데키

이적 후 빨간 유니폼을 착용하면서 언론에서는 마쓰이를 ‘빨간 고질라’(赤ゴジラ)라고 불리게 되었다. 참고로 일본에서는 히로시마 도요 카프의 외야수인 시마 시게노부가 일찍이 ‘빨간 고질라’ 라고 불리고 있었던 시기가 있었다(히로시마는 팀의 유니폼이 빨간색으며, 등번호는 마쓰이와 똑같은 55번이었기 때문이다).
개막 직후부터 4번 자리를 차지하며 전년도와 같이 지명타자로서의 출전을 주로 하면서도 2008년 6월 이후 좌익수로서의 수비를 하는 경기에도 극소수 있다. 4월 6일의 개막전에서는 4번째의 홈런을 기록했고, 4월 13일에는 이적 후 처음으로 양키 스타디움에서 옛 소속팀인 뉴욕 양키스전에 출전했다. 경기 직전에 열린 월드 시리즈 우승 기념 ‘우승 반지’ 수여식에서 관중들로부터 기립 박수를 받았고 한때 옛 동료들이 일제히 마쓰이에게 다가와 뜨거운 포옹을 주고 받기도 했다. 4월 26일의 클리블랜드 인디언스전에서는 메이저 리그 통산 1000안타를 달성했고, 이후의 타석에서는 메이저 리그 통산 500개의 삼진을 기록했다. 6월 26일의 콜로라도 로키스와의 인터 리그 3연전인 2차전에서 만루 홈런을 때려내 메이저 리그 통산 150호를 달성했다.
그러나 5월의 월간 타율은 1할 8푼 4리, 7월에 2할 2푼 8리를 기록하는 등 기대 이상의 성적이 나오지 않아 타격 부진에 시달렸고, 7월 이후에는 좌완투수가 등판할 시에 선발 기용이 보류되는 경우가 있었다. 팀 성적의 침체도 있어 주로 젊은 선수들을 기용하는 등 수비 플레이를 하는 기회도 거의 이루어지지 않아 “팀 전력에서 제외될 가능성도 있다”고 MLB 공식 홈페이지를 통해 밝혔다.
이후에는 컨디션을 올리면서 최종적으로 타율 2할 7푼 4리, 21홈런, 84타점, 8할 2푼의 OPS를 기록하는 성적을 남겼다. 한편 9월 8일 클리블랜드 인디언스전에서는 신인 시절인 1993년 이후 17년 만에 대타로 출전하는 불명예를 안게되면서 에인절스 단장인 토니 레긴스는 마쓰이의 타격에 대해 실망감에 가까운 평가를 내리기도 했다. 11월 2일에는 1년 계약이 끝남으로써 자유 계약 선수가 되었다. 다음날 에인절스 측은 같은 달 6일이 기한이 되고 있는 독점 교섭 기간 중에 다음 시즌에 대한 조건 제시를 하지 않겠다는 것을 정식으로 표명했다.

### 오클랜드 애슬레틱스 시절

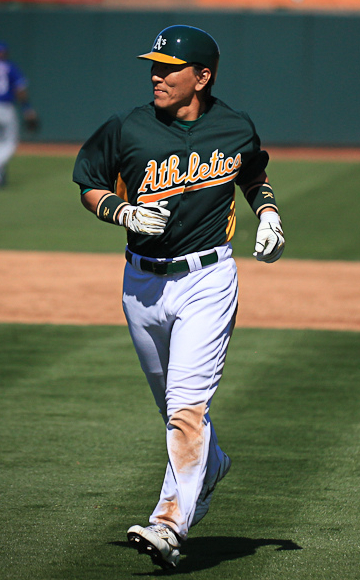
오클랜드 애슬레틱스 시절의 마쓰이(2011년)

2010년 12월 14일에 오클랜드 애슬레틱스와 연봉 425만 달러(당시의 비율로는 3억 5,700만 엔)로 1년 계약을 맺었고 입단 기자회견에서 마쓰이는 “모두를 끌어들여서 갈 수 있는 플레이를 하고 싶다”라고 말해 의지를 나타냈다. 애슬레틱스 이외에도 다른 구단들이 마쓰이의 영입을 나타내고 있었지만 정식으로 조건제시를 한 것은 애슬레틱스 뿐이었다.

#### 2011년
스프링 캠프에서는 목이나 어깨가 결리는 증상과 화분증에 걸리는 등의 슬럼프를 겪으면서 일시적인 조정이 있었다. 3월 21일 밤에는 숙소에서 넘어지는 사고를 당해 다음날에는 안면상처 투성이인 상태에서 구장에 모습을 드러냈다. 시범 경기에서는 과거 3년 동안 최다 22경기에 출전했지만 타율 1할 6푼 9리, 1홈런, 2타점으로 저조한 성적을 남겼는데 4월 3일(일본 시간 4일)의 개막 3차전(대 시애틀 매리너스)에서 시즌 첫 안타가 되는 2루타를 때려내 미일 통산 2500안타를 달성했다. 2000안타를 달성할 때와 동일하게 이치로가 지켜보는 앞에서 기록을 달성하게 되었다. 5월 3일의 텍사스 레인저스전에서는 2년 만에 끝내기 홈런을 때려냈지만 이후에는 부진에 시달리면서 5월에는 월간 타율 1할 9푼 7리를 기록하며 침체를 겪었다. 상대 팀의 선발이 좌완 투수가 등판하는 경기에서는 선발에서 제외되는 경우가 많아졌고 6월에 들어가면서도 우완 투수가 등판하는 경기에도 선발 엔트리에서 빠지는 일도 많았다.
그러나 6월 9일에 밥 게렌 감독이 해임되면서 밥 멜빈이 감독 대행으로 부임한 이후 경기에 출전하게 되었고 3번·지명 타자로 선발 출전했다. 멜빈은 시애틀 매리너스 감독 시절부터 마쓰이에 대한 높은 평가를 주었고 감독이 교체된 이후 첫 경기가 된 6월 10일의 시카고 화이트삭스전에서 좌완 마크 벌리로부터 5월 3일 끝내기 홈런을 때린 이후가 되는 4호 홈런을 때려냈다. 6월 17일의 캔자스시티 로열스전에서 미일 통산 499호가 되는 6호 홈런을 때려낼 때까지 7경기에 타율 3할 4리, 홈런 3개를 기록하여 회복의 조짐을 보였다. 21일의 뉴욕 메츠전에서는 지명 타자제가 없기 때문에 이적 후 처음으로 외야 수비를 맡았다. 이후에는 다시 무너지면서 전반기가 종료된 시점에서의 타율은 2할 9푼이었다.
홈런도 오랫동안 나와 있지 않았지만, 7월 20일 디트로이트 타이거스와의 경기에서는 4번 타자 겸 지명 타자로 선발 출장하여 6회초 선두 타자로서 나와 시즌 7호 홈런을 때려내 미일 통산 500홈런(요미우리 시절의 332개, 메이저 리그 9년째인 168개)을 기록했다. 마지막 수단을 쓴 시점에서 기록에 관심을 보이지 않았던 마쓰이였지만 1개월 이상 제자리 걸음이었다라는 평가에 대해 “조금 시간이 너무 걸린 느낌”이라고 말했다. 경기 종료 후에는 일본 야구계에 복귀하지 않고 메이저 리그에서 현역 생활을 마감하겠다고 말했다. 7월 25일에는 6년 만이 되는 7월 세 번째 주의 주간 MVP를 수상했고 7월에는 타율 3할 6푼 5리, 3홈런, OPS 9할 9푼 7리를 기록하면서 팀의 월간 MVP를 수상했다.
마쓰이가 컨디션을 올리고 있는 동안 오클랜드는 플레이오프 진출 경쟁에서 멀어져 있었기 때문에 여름이 되면서 상위 팀에 트레이드 될 가능성이 높다는 이야기가 나돌았다. 그러나 기한인 8월말까지 트레이드는 성립되지 않았고 시즌 종료 때까지 오클랜드에서 선수 생활을 하기로 가닥이 정해졌다. 9월 10일의 텍사스 레인저스전에서는 미일 통산 505호 홈런이 되는 12호 홈런을 때려내면서 일본인 통산 홈런은 역대 단독 7위가 되었지만 8월과 9월은 타율 2할 4푼 4리, 3홈런, OPS 6할 4푼을 기록하여 다시 성적이 떨어졌다.
후반기에는 타율 2할 9푼 5리, 6홈런, OPS 7할 7푼 9리이면서 전반기보다 성적을 올렸지만 시즌 통산 타율 2할 5푼 1리, 12홈런, 팀내 2위인 72타점, OPS 6할 9푼 8리를 기록하는 등 100경기 이상 출전에서는 메이저 리그 이적 후 최저 기록을 남기면서 시즌을 마쳤다. 또, 2008년 이후 최다가 되는 27경기에서 수비에 오르는 등 타자에게 불리한 구장으로서 알려진 본거지 O.co 콜리세움에서는 타율 2할 3푼 4리, 홈런 4개, OPS 6할 6푼 3리라는 저조한 성적을 남겼지만 원정 경기에서는 타율 2할 6푼 7리, 홈런 8개, OPS 7할 2푼 9리를 남겼다.
10월 31일에 자유 계약 선수가 되었고 시즌 종료 후 영입 의사를 나타내는 메이저 리그 구단이 없어 프로 데뷔 후 처음으로 무소속 상태에서 다음 시즌으로 넘어가게 되었다.

### 탬파베이 레이스 시절

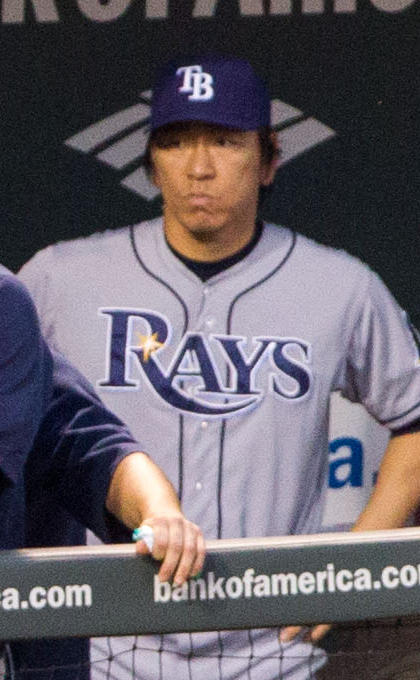
탬파베이 레이스 시절(2012년)

2012년 새해가 되고 나서도 영입 의사를 나타내는 구단은 나오지 않았고 프로 데뷔 후 처음으로 무소속인 상태에서 시즌을 맞이했지만 4월 30일에 탬파베이 레이스와의 마이너 계약을 맺었다. 5월 1일에 마이너 계약을 맺은 선수로서는 이례적으로 입단 기자 회견을 열었다. 트리플 A 팀에서는 13경기에 출전하여 타율 1할 7푼, 홈런은 한 개도 기록하지 못할 정도의 부진을 겪었지만 주력 선수들의 잇단 부상으로 인한 팀의 사정도 있어 29일에 메이저 리그로 승격되었다. 등번호는 맷 무어가 55번을 착용하고 있었기 때문에 35번으로 착용하면서 프로 데뷔 후 처음으로 등번호가 바뀌게 되었다.
메이저 리그 승격 당일 시카고 화이트삭스전에서 필립 험버로부터 2점 홈런(1호), 게다가 6월 1일 볼티모어 오리올스전에서 천웨이인으로부터 2점 홈런(2호)을 때려냈지만 이후에는 홈런이 없었다. 안타도 7월 1일 디트로이트 타이거스전에서 2개의 안타를 때린 것을 마지막으로 나오지 않았다. 그런데도 조 매든 감독은 마쓰이의 회복을 믿었고, 에반 롱고리아 등의 주력 선수들은 여전히 부진을 겪고 있어 마쓰이를 계속 선발로 기용했다. 그러나 4번·우익수로 선발 출전한 7월 2일 뉴욕 양키스전에서의 수비에서 상대 타자가 때린 타구를 잡으려다 공을 떨어뜨렸고 파울을 쫓았을 때에 왼쪽 허벅지 뒷부분을 다치는 등 한 번도 타석에 서는 일 없이 경기 도중에 교체되면서 그 후 출전 기회는 줄어들었다. 6월에는 1루 수비 연습을 하였고 큰 점수 차로 뒤지고 있던 상황에서 투수로서의 구원 등판을 스스로 지원하는 상황도 있었지만 외야수나 지명 타자, 대타 이외의 출전 기회는 없었다.
7월 하순에 들어가면서 매번 뜬공으로 물러날 때마다 홈 구장인 트로피카나 필드의 관중석에서는 야유가 쏟아져 나왔고 현지 신문에서도 마쓰이의 잇따른 성적 부진에 대한 비판적인 기사를 실었다. 결국 34경기에 출전하면서 타율 1할 4푼 7리, 2홈런, 7타점이라는 저조한 성적을 남겨 암울한 시즌을 보내야만 했다. 출전 기회가 없었던 7월 24일 볼티모어 오리올스전이 끝난 후 매든 감독으로부터 전력외 선수로 통보받아 다음날인 25일에 구단은 마쓰이를 방출한다는 입장을 밝혔다.
8월 1일에는 본인의 희망에 의해 자유 계약 선수가 되면서 타 구단으로부터의 오퍼를 기다렸지만 포스트 시즌 출전을 위한 이적 기한이 되는 8월 31일까지 마쓰이의 영입 의사를 나타내는 구단은 없었다. 퇴단 이후 거취 문제에 대해서는 “아무것도 결정하지 않았다”라고 말했고 시즌 종료 후 다음 시즌부터 아메리칸 리그에 이적하는 휴스턴 애스트로스가 지명 타자 후보로서 마쓰이의 영입을 검토하고 있다는 내용의 보도가 있었지만 12월 17일에 애스트로스가 카를로스 페냐와 계약을 맺으면서 마쓰이의 영입은 무산되었다.

### 현역 은퇴
2012년 12월 28일(EST 27일) 오전 7시 넘은 시각에 뉴욕 시내의 호텔에서 긴급 기자 회견을 열어 2012년 시즌 끝으로 현역에서 은퇴한다는 입장을 밝혔다. 은퇴를 결심한 이유에 대해 “필사적으로 플레이를 하여 메이저 리그에서의 힘을 발휘한다는 기분으로 10년간 뛰었지만 기대했던 결과가 나오지 않았다”라고 말했고 일본 야구계 복귀를 선택하지 않았던 것에 대해서는 “10년 전 모습을 기대하는 팬들이 많을 것인데 솔직히 10년 전 모습으로 돌아갈 자신이 없었다”라고 토로했다. 가장 기억에 남는 것은 “많이 있다”라고 하면서도 “나가시마 감독과 단둘이서 매일 스윙 연습을 하던 시간”을 꼽았고 자신의 은퇴 후 거취 문제에 대해서도 “생각하고 싶다”라고 말했다. 같은 날 요미우리의 시라이시 고지로 구단주는 마쓰이를 미래의 요미우리 감독으로서 맡기고 싶다는 뜻을 나타내 뉴욕 양키스에서 코치 연수를 받을 수 있도록 돕겠다는 입장을 밝혔다.
마쓰이의 은사인 나가시마 시게오는 “이 시대 최고의 홈런 타자”라고 찬사를 보냈고 스가 요시히데 내각관방장관과 기시다 후미오 외무대신 등 정부 각료들도 마쓰이의 은퇴를 아쉬워하는 반응을 보이기도 했다.
마쓰이의 은퇴는 일본 뿐만 아니라 미국 언론에서도 이 사실을 대대적으로 보도했는데 뉴욕 양키스 시절의 팀 동료였던 데릭 지터는 구단 홈페이지를 통해 “마쓰이를 진심으로 존경한다”라는 말을 남겼고 할 스타인브레너 구단주도 “뉴욕 양키스의 성공에 크게 기여하였고 항상 양키스 가족의 일원으로서 사랑받을 것이다”라고 극찬했다. 또 마쓰이가 활약했을 당시 감독이었던 조 토리는 “마쓰이의 감독이었던 것을 자랑으로 생각한다”라고 말했고 YES 네트워크의 잭 칼리 기자는 “마쓰이는 내가 취재한 선수중에서도 가장 고급스런 행동을 하는 선수였다”라고 극찬했다. 뉴욕 타임스는 2페이지에 걸쳐 마쓰이의 은퇴와 관련한 기사를 게재했다.

## 야구 선수로서의 특징

### 주루
프로에 입단할 당시에는 빠른 발을 가졌다는 높은 평가를 받으면서 한때는 외야수로 전환된 적도 있어 원래 주루에는 정평이 나있는 선수였다. 100m를 주파할 때의 시간은 11초대를 기록한 적도 있어 메이저 리그 내에서도 그리 늦은 편은 아니었다. 요미우리 시절 입단 3년차와 5년차에는 연간 9개의 도루를 기록하고 있다. 그러나 요미우리는 다카하시 요시노부, 기요하라 가즈히로, 에토 아키라와 같은 거포들을 잇달아 획득하고, 장거리포로 타선을 굳히게 되고 나선 이후 적극적인 주루 플레이를 보여주는 것은 극히 적었다. 최근 잇따른 다리 부상에 의해 만족스러운 주루 플레이를 하는 것 자체가 어렵게 되면서 그 때문에 일부에서는 주루와 수비에 대해 ‘3류’라고 하는 비판의 목소리가 나오기도 했다.
주루 도중의 부상을 막기 위해서 평소에는 발톱에 손질을 하는 등 몸 관리에도 세심한 신경을 썼다.

### 연속 경기 출장
감독으로부터의 신뢰와 강한 정신력이 요구되는 연속 경기 출장은 2006년의 부상 악화로 기록이 중단될 때까지 일본에서의 1250경기, 메이저 리그의 518경기(메이저 리그로 데뷔한 이래 518경기 연속 출장은 일본인 선수로서는 역대 1위), 미·일 통산 1768경기라는 출장 기록을 세웠다. “치밀한 컨디션 관리에 의한 안정된 피지컬 컨디션(Physical Condition)이 그 요인”이라는 평가가 있었지만 2006년 부상 당한 이후에 "처음으로 체중계를 샀다"라는 발언과 2007년 팀의 플레이오프 패전 당시 “컨디션을 정돈한다는 것은 대단한 일이다. 젊었을 때는 그런 일은 생각도 하지 않았지만”이라는 본인의 발언에서도 선천적으로부터 신체의 튼튼함이 연속 경기의 출전이 계속된 가장 큰 이유였다. 2005년에는 “홈런보다는 오히려 연속 경기 출장”이라고 이야기하는 등 연속 경기 출장에는 평범치 않은 조건을 가져 “먼 곳으로부터 일부러 와 주는 팬을 위해서”라는 생각에 의해 휴양일에도 대타나 대주자, 수비 교체로 몇 안 되는 시간이라도 출전하는 등 2006년에 부상 당할 때까지 기록을 유지했다. 그러나 현지 뉴욕의 언론에서는 “기록을 세우는 것보다 심신이 지쳤을 경우에는 차라리 쉬는 것이 팀에게 도움이 된다”라고 지적했고 마쓰이의 연속 경기 출장에 대한 회의적인 시각이 나온 적도 있었다. 이와 같이 연속 경기 출장에 평범치 않은 조건을 가지고 있었지만 2006년 부상 당한 직후에는 “마음 속에 무서워하는 자신이 있었다”라고 말하는 등 기록이 언젠가 중단될지도 모른다는 것에 대해 큰 부담감을 느끼게 되었다고 밝혔다. 그와 동시에 연속 경기 출장을 지원해 준 토리 감독에게 감사의 뜻을 표하기도 했다.

## 상세 정보

### 출신 학교
- 세이료 고등학교

### 선수 경력
NPB

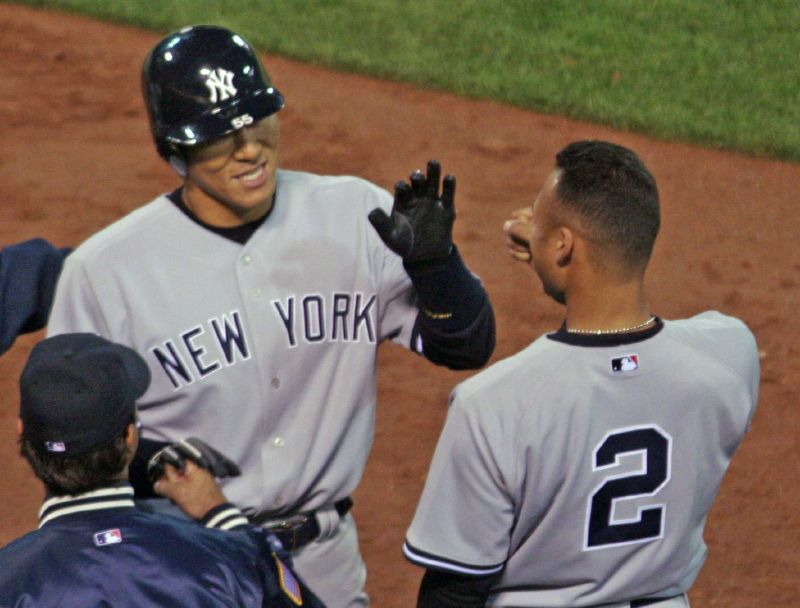
데릭 지터(오른쪽)와 하이파이브를 하고 있는 마쓰이

- 요미우리 자이언츠(1993년 ~ 2002년)

MLB
- 뉴욕 양키스(2003년 ~ 2009년)
- 로스앤젤레스 에인절스 오브 애너하임(2010년)
- 오클랜드 애슬레틱스(2011년)
- 탬파베이 레이스(2012년)

### 수상·타이틀 경력

#### 타이틀
NPB
- 수위 타자: 1회(2001년)
- 홈런왕: 3회(1998년, 2000년, 2002년)
- 타점왕: 3회(1998년, 2000년, 2002년)
- 최고 출루율: 3회(1998년, 2000년, 2002년)

#### 수상
NPB
- MVP: 3회(1996년, 2000년, 2002년)
- 베스트 나인: 8회(1995년 ~ 2002년)
- 골든 글러브상: 3회(2000년 ~ 2002년)
- 월간 MVP: 7회(1994년 4월, 1996년 7월, 1996년 8월, 1998년 5월, 2001년 9월, 2002년 7월, 2002년 8월)
- 쇼리키 마쓰타로상: 1회(2000년)
- 최우수 JCB·MEP상: 5회(1994년, 1996년, 1997년, 2000년, 2002년)
- 우수 JCB·MEP상: 1회(1998년)
- JA전농 Go·Go상(강한 어깨상): 1회(1998년 9월)
- IBM 플레이어오브더이어상: 4회(1996년 ~ 1998년, 2000년)
- 골든 스피릿상: 1회(1999년)
- 도쿄 돔 MVP: 3회(1996년, 1997년, 2002년)
- 올스타전 MVP: 3회(1995년 제2차전, 1998년 제2차전, 1999년 제1차전)
- 일본 시리즈 MVP: 1회(2000년)
- 일본 프로 스포츠 대상·내각총리대신배
  - 대상: 2회(2000년, 2003년)
  - 수훈상: 1회(2002년)
- 호치 프로 스포츠 대상: 3회(1996년, 2000년, 2002년)
- 마이니치스포츠인상: 3회(2002년, 2003년, 2009년)[101]
- 뉴욕 주재 일본 총영사관 재외 공관장 수상
- 제10회 비트 다케시의 엔터테인먼트상 50주년 특별상(2009년)

MLB
- 월드 시리즈 MVP: 1회(2009년)
- 월간 MVP: 1회(2007년 7월)
- 주간 MVP: 4회(2003년 6월, 2004년 5월, 2005년 6월, 2011년 7월)
- 월간 신인 MVP: 1회(2003년 6월)
- 인터 리그 수위타자: 1회(2003년)
- 클러치 퍼포머상: 1회(2009년 8월)

### 개인 기록

#### 첫 기록(NPB)
- 첫 출장·첫 선발 출장: 1993년 5월 1일, 대 야쿠르트 스왈로스 2차전(도쿄 돔), 7번·좌익수로서 선발 출장
- 첫 안타·첫 타점: 상동, 5회말에 니시무라 다쓰지로부터 적시 2루타
- 첫 홈런: 1993년 5월 2일, 대 야쿠르트 스왈로스 2차전(도쿄 돔), 9회말에 다카쓰 신고로부터 우월 2점 홈런

#### 기록 달성 경력(NPB)
- 통산 100홈런: 1997년 4월 27일, 대 히로시마 도요 카프 6차전(도쿄 돔), 5회말에 야마사키 겐으로부터 ※역대 188번째
- 통산 150홈런: 1998년 7월 28일, 대 야쿠르트 스왈로스 21차전(메이지 진구 야구장), 8회초에 가와사키 겐지로로부터 우월 솔로 홈런 ※역대 107번째
- 통산 200홈런: 1999년 9월 21일, 대 한신 타이거스 25차전(도쿄 돔), 3회말에 후나키 사토시로부터 ※역대 71번째[102]
- 통산 1000안타: 2000년 7월 12일, 대 히로시마 도요 카프 16차전(삿포로 마루야마 구장), 4회말에 우익선상 적시 2루타 ※역대 202번째
- 통산 1000경기 출장: 2001년 4월 12일, 대 주니치 드래건스 2차전(나고야 돔), 4번·중견수로서 선발 출장 ※역대 366번째
- 통산 250홈런: 상동, 5회초에 멜빈 번치로부터 동점 우월 솔로 홈런 ※역대 41번째
- 통산 300홈런: 2002년 7월 9일, 대 히로시마 도요 카프 15차전(히로시마 시민 구장), 9회초에 구로다 히로키로부터 우중간에 솔로 홈런 ※역대 27번째

#### 기타(NPB)
- 연간 최고 출루율: .463(2001년) ※요미우리 자이언츠 구단 기록
- 연간 최다 루타: 346개(2002년) ※요미우리 자이언츠 구단 기록
- 풀 이닝 연속 경기 출장: 574경기(1995년 5월 30일 ~ 1999년 7월 22일) ※요미우리 자이언츠 구단 기록
- 7년 연속 시즌 30홈런 이상(1996년 ~ 2002년) ※역대 4위 타이 기록
- 5년 연속 시즌 100득점 이상(1998년 ~ 2002년) ※일본 프로 야구 기록
- 5경기 연속 홈런(1999년 6월 5일 ~ 6월 10일)
- 65경기 연속 출루(2001년 5월 5일 ~ 8월 3일) ※센트럴 리그 기록
- 1250경기 연속 출장(1993년 8월 22일 ~ 2002년 10월 11일) ※역대 3위, 요미우리 자이언츠 구단 기록
- 통산 장타율: .582(1993년 ~ 2002년) ※역대 2위
- 올스타전 출장: 9회(1994년 ~ 2002년)
- 올스타전 3경기 연속 홈런: 2001년[103]
- 정규 시즌, 일본 시리즈, 올스타전에서 MVP 선출[104]

#### MLB
- 올스타전 출장: 2회(2003년, 2004년)
- 시즌 신인 최다 경기 출장: 163경기(2003년)
- 데뷔 할 때부터의 최다 연속 경기 출장: 518경기(2003년 3월 31일 ~ 2006년 5월 10일)
- 월드 시리즈 1경기 최다 타점: 6타점(2009년 제6차전) ※타이 기록
- 리그 챔피언십 시리즈 최다 안타: 14개(2004년) ※타이 기록
- 리그 챔피언십 시리즈 최다 루타: 28개(2004년) ※타이 기록
- 리그 챔피언십 시리즈 1경기 최다 안타: 5개(2004년 제3차전) ※타이 기록
- 리그 챔피언십 시리즈 1경기 최다 득점: 5점(2004년 제3차전) ※타이 기록

#### 미일 통산 기록
- 미일 통산 1,768경기 연속 출장(1993년 8월 22일 ~ 2006년 5월 11일)
- 미일 통산 2,000안타 달성(2007년 5월 6일)
- 미일 통산 2,500안타 달성(2011년 4월 4일)

### 등번호
- 55(1993년 ~ 2011년)
- 35(2012년)

### 연도별 타격 성적
| 연 도     | 소 속     | 경 기 | 타 석 | 타 수 | 득 점 | 안 타 | 2 루 타 | 3 루 타 | 홈 런 | 루 타 | 타 점 | 도 루 | 도 루 자 | 희 생 번 | 희 생 플 | 볼 넷 | 고 4 | 사 구 | 삼 진 | 병 살 타 | 타 율 | 출 루 율 | 장 타 율 | O P S |
| --------- | --------- | ----- | ----- | ----- | ----- | ----- | ------- | ------- | ----- | ----- | ----- | ----- | -------- | -------- | -------- | ----- | ---- | ----- | ----- | -------- | ----- | -------- | -------- | ----- |
| 1993년    | 요미우리  | 57    | 203   | 184   | 27    | 41    | 9       | 0       | 11    | 83    | 27    | 1     | 0        | 0        | 0        | 17    | 0    | 2     | 50    | 1        | .223  | .296     | .451     | .747  |
| 1994년    | 요미우리  | 130   | 569   | 503   | 70    | 148   | 23      | 4       | 20    | 239   | 66    | 6     | 3        | 1        | 4        | 57    | 1    | 4     | 101   | 12       | .294  | .368     | .475     | .843  |
| 1995년    | 요미우리  | 131   | 569   | 501   | 76    | 142   | 31      | 1       | 22    | 241   | 80    | 9     | 7        | 2        | 2        | 62    | 1    | 2     | 93    | 12       | .283  | .363     | .481     | .845  |
| 1996년    | 요미우리  | 130   | 569   | 487   | 97    | 153   | 34      | 1       | 38    | 303   | 99    | 7     | 2        | 0        | 7        | 71    | 1    | 4     | 98    | 5        | .314  | .401     | .622     | 1.023 |
| 1997년    | 요미우리  | 135   | 596   | 484   | 93    | 144   | 18      | 0       | 37    | 273   | 103   | 9     | 3        | 0        | 6        | 100   | 10   | 6     | 84    | 5        | .298  | .419     | .564     | .984  |
| 1998년    | 요미우리  | 135   | 603   | 487   | 103   | 142   | 24      | 3       | 34    | 274   | 100   | 3     | 5        | 0        | 4        | 104   | 2    | 8     | 101   | 7        | .292  | .421     | .563     | .984  |
| 1999년    | 요미우리  | 135   | 573   | 471   | 100   | 143   | 24      | 2       | 42    | 297   | 95    | 0     | 4        | 0        | 6        | 93    | 3    | 2     | 99    | 3        | .304  | .416     | .631     | 1.047 |
| 2000년    | 요미우리  | 135   | 590   | 474   | 116   | 150   | 32      | 1       | 42    | 310   | 108   | 5     | 2        | 0        | 7        | 106   | 5    | 2     | 108   | 1        | .316  | .438     | .654     | 1.092 |
| 2001년    | 요미우리  | 140   | 611   | 481   | 107   | 160   | 23      | 3       | 36    | 297   | 104   | 3     | 3        | 0        | 7        | 120   | 6    | 3     | 96    | 9        | .333  | .463     | .617     | 1.081 |
| 2002년    | 요미우리  | 140   | 623   | 500   | 112   | 167   | 27      | 1       | 50    | 346   | 107   | 3     | 4        | 0        | 3        | 114   | 17   | 6     | 104   | 4        | .334  | .461     | .692     | 1.153 |
| 2003년    | NYY       | 163   | 695   | 623   | 82    | 179   | 42      | 1       | 16    | 271   | 106   | 2     | 2        | 0        | 6        | 63    | 5    | 3     | 86    | 25       | .287  | .353     | .435     | .788  |
| 2004년    | NYY       | 162   | 680   | 584   | 109   | 174   | 34      | 2       | 31    | 305   | 108   | 3     | 0        | 0        | 5        | 88    | 2    | 3     | 103   | 11       | .298  | .390     | .522     | .912  |
| 2005년    | NYY       | 162   | 703   | 629   | 108   | 192   | 45      | 3       | 23    | 312   | 116   | 2     | 2        | 0        | 8        | 63    | 7    | 3     | 78    | 16       | .305  | .367     | .496     | .863  |
| 2006년    | NYY       | 51    | 201   | 172   | 32    | 52    | 9       | 0       | 8     | 85    | 29    | 1     | 0        | 0        | 2        | 27    | 2    | 0     | 23    | 6        | .302  | .393     | .494     | .887  |
| 2007년    | NYY       | 143   | 633   | 547   | 100   | 156   | 28      | 4       | 25    | 267   | 103   | 4     | 2        | 0        | 10       | 73    | 2    | 3     | 73    | 9        | .285  | .367     | .488     | .855  |
| 2008년    | NYY       | 93    | 378   | 337   | 43    | 99    | 17      | 0       | 9     | 143   | 45    | 0     | 0        | 0        | 0        | 38    | 6    | 3     | 47    | 10       | .294  | .370     | .424     | .795  |
| 2009년    | NYY       | 142   | 526   | 456   | 62    | 125   | 21      | 1       | 28    | 232   | 90    | 0     | 1        | 0        | 2        | 64    | 1    | 4     | 75    | 4        | .274  | .367     | .509     | .876  |
| 2010년    | LAA       | 145   | 554   | 482   | 55    | 132   | 24      | 1       | 21    | 221   | 84    | 0     | 1        | 0        | 4        | 67    | 6    | 1     | 98    | 10       | .274  | .361     | .459     | .820  |
| 2011년    | OAK       | 141   | 583   | 517   | 58    | 130   | 28      | 0       | 12    | 194   | 72    | 1     | 1        | 0        | 9        | 56    | 3    | 1     | 84    | 10       | .251  | .321     | .375     | .696  |
| 2012년    | TB        | 34    | 103   | 95    | 7     | 14    | 1       | 0       | 2     | 21    | 7     | 0     | 0        | 0        | 0        | 8     | 1    | 0     | 22    | 5        | .147  | .214     | .221     | .435  |
| NPB: 10년 | NPB: 10년 | 1268  | 5506  | 4572  | 901   | 1390  | 245     | 16      | 332   | 2663  | 889   | 46    | 33       | 3        | 46       | 844   | 46   | 39    | 934   | 59       | .304  | .413     | .582     | .996  |
| MLB: 10년 | MLB: 10년 | 1236  | 5066  | 4442  | 656   | 1253  | 249     | 12      | 175   | 2051  | 760   | 13    | 9        | 0        | 46       | 547   | 35   | 21    | 689   | 106      | .282  | .360     | .462     | .822  |

- 굵은 글씨는 시즌 최고 성적.

### 포스트 시즌(MLB)
| 연 도     | 소 속     | 경 기 | 타 석 | 타 수 | 득 점 | 안 타 | 2 루 타 | 3 루 타 | 홈 런 | 루 타 | 타 점 | 도 루 | 도 루 자 | 희 생 번 | 희 생 플 | 볼 넷 | 고 4 | 사 구 | 삼 진 | 병 살 타 | 타 율 | 출 루 율 | 장 타 율 | O P S |
| --------- | --------- | ----- | ----- | ----- | ----- | ----- | ------- | ------- | ----- | ----- | ----- | ----- | -------- | -------- | -------- | ----- | ---- | ----- | ----- | -------- | ----- | -------- | -------- | ----- |
| 2003년    | NYY       | 17    | 72    | 64    | 6     | 18    | 4       | 0       | 2     | 28    | 11    | 0     | 0        | 0        | 1        | 6     | 0    | 1     | 8     | 2        | .281  | .347     | .438     | .785  |
| 2004년    | NYY       | 11    | 57    | 51    | 12    | 21    | 7       | 1       | 3     | 39    | 13    | 0     | 0        | 0        | 1        | 5     | 1    | 0     | 8     | 1        | .412  | .456     | .765     | 1.221 |
| 2005년    | NYY       | 5     | 22    | 20    | 4     | 4     | 1       | 0       | 1     | 8     | 1     | 0     | 0        | 0        | 0        | 2     | 0    | 0     | 3     | 2        | .200  | .273     | .400     | .673  |
| 2006년    | NYY       | 4     | 16    | 16    | 1     | 4     | 1       | 0       | 0     | 5     | 1     | 0     | 0        | 0        | 0        | 0     | 0    | 0     | 2     | 0        | .250  | .250     | .313     | .563  |
| 2007년    | NYY       | 4     | 16    | 11    | 4     | 2     | 0       | 0       | 0     | 2     | 0     | 0     | 0        | 0        | 0        | 5     | 0    | 0     | 2     | 0        | .182  | .438     | .182     | .619  |
| 2009년    | NYY       | 15    | 52    | 43    | 5     | 15    | 2       | 0       | 4     | 29    | 13    | 0     | 0        | 0        | 0        | 9     | 0    | 0     | 10    | 1        | .349  | .462     | .674     | 1.136 |
| 통산: 6년 | 통산: 6년 | 56    | 235   | 205   | 32    | 64    | 15      | 1       | 10    | 111   | 39    | 0     | 0        | 0        | 2        | 27    | 1    | 1     | 33    | 6        | .312  | .395     | .541     | .936  |

- 2003년과 2009년은 ALDS, ALCS, WS의 성적.
- 2004년은 ALDS, ALCS의 성적.
- 2005년~2007년은 ALDS의 성적.

### 연도별 수비 성적(MLB)
| 연도 | 좌익수 | 좌익수 | 좌익수 | 좌익수 | 좌익수 | 좌익수 | 중견수 | 중견수 | 중견수 | 중견수 | 중견수 | 중견수 | 우익수 | 우익수 | 우익수 | 우익수 | 우익수 | 우익수 | 외야수 | 외야수 | 외야수 | 외야수 | 외야수 | 외야수 |
| 연도 | 경기   | 척살   | 보살   | 실책   | 병살   | 수비율 | 경기   | 척살   | 보살   | 실책   | 병살   | 수비율 | 경기   | 척살   | 보살   | 실책   | 병살   | 수비율 | 경기   | 척살   | 보살   | 실책   | 병살   | 수비율 |
| ---- | ------ | ------ | ------ | ------ | ------ | ------ | ------ | ------ | ------ | ------ | ------ | ------ | ------ | ------ | ------ | ------ | ------ | ------ | ------ | ------ | ------ | ------ | ------ | ------ |
| 2003 | 118    | 210    | 11     | 7      | 3      | .969   | 46     | 110    | 2      | 1      | 1      | .991   | -      | -      | -      | -      | -      | -      | 159    | 321    | 13     | 8      | 4      | .977   |
| 2004 | 160    | 303    | 8      | 7      | 2      | .978   | 3      | 2      | 4      | 0      | 0      | 1.000  | -      | -      | -      | -      | -      | -      | 162    | 307    | 8      | 7      | 2      | .978   |
| 2005 | 115    | 219    | 7      | 3      | 1      | .987   | 28     | 54     | 0      | 0      | 0      | 1.000  | 4      | 6      | 0      | 0      | 0      | 1.000  | 142    | 279    | 7      | 3      | 1      | .990   |
| 2006 | 36     | 82     | 1      | 1      | 1      | .988   | -      | -      | -      | -      | -      | -      | -      | -      | -      | -      | -      | -      | 36     | 82     | 1      | 1      | 1      | .988   |
| 2007 | 112    | 213    | 6      | 3      | 0      | .986   | -      | -      | -      | -      | -      | -      | -      | -      | -      | -      | -      | -      | 112    | 213    | 6      | 0      | 3      | .986   |
| 2008 | 21     | 40     | 2      | 1      | 1      | .977   | -      | -      | -      | -      | -      | -      | 3      | 2      | 0      | 0      | 0      | 1.000  | 23     | 42     | 2      | 1      | 1      | .978   |
| 2010 | 18     | 16     | 1      | 0      | 0      | 1.000  | -      | -      | -      | -      | -      | -      | -      | -      | -      | -      | -      | -      | 18     | 16     | 1      | 0      | 0      | 1.000  |
| 2011 | 27     | 53     | 3      | 1      | 2      | .982   | -      | -      | -      | -      | -      | -      | -      | -      | -      | -      | -      | -      | 27     | 53     | 3      | 1      | 2      | .982   |
| 2012 | 9      | 6      | 0      | 0      | 0      | 1.000  | -      | -      | -      | -      | -      | -      | 6      | 8      | 0      | 0      | 0      | 1.000  | 15     | 14     | 0      | 0      | 0      | 1.000  |
| 통산 | 616    | 1142   | 39     | 23     | 10     | .981   | 77     | 168    | 2      | 1      | 1      | .994   | 13     | 16     | 0      | 0      | 0      | 1.000  | 692    | 1326   | 41     | 24     | 11     | .983   |

- 각 연도의 굵은 글씨는 그 해의 리그 최고 성적.
- 2009년은 수비 기회 없음.